# Collection paléontologique de l'université de Tübingen
La collection paléontologique de l'université de Tübingen, également désignée sous l'acronyme GPIT, pour Geologisch-Paläontologisches Institut Tübingen,,,, est l'une des 70 collections scientifiques placées sous le patronage du MUT (musée de l'université de Tübingen),,,. Elle est en partie composée de collections privées,.
La collection, dont les origines remontent à la fin du XVe siècle, avec les premiers travaux de recherches réalisés sur des roches, est créée au cours du XVIIIe siècle. Elle fait l'objet d'une première organisation systématique durant les années 1830. Les pièces constituant la collection paléontologique, dont le nombre atteint près d'un million,,, sont conservées dans le bâtiment de l'institut de géologie et de paléontologie de Tübingen,,. La collection paléontologique, qui s'étend du Trias jusqu'au Pléistocène,,,, est composée de fossiles de spécimens invertébrés — ammonites, planorbes — et de spécimens vertébrés — amphibiens, poissons, dinosaures, ichthyosaures, mammifères,,,. Les spécimens paléontologiques de la collection universitaire ont fait l'objet de plus de 1 700 publications scientifiques,.

## Historique

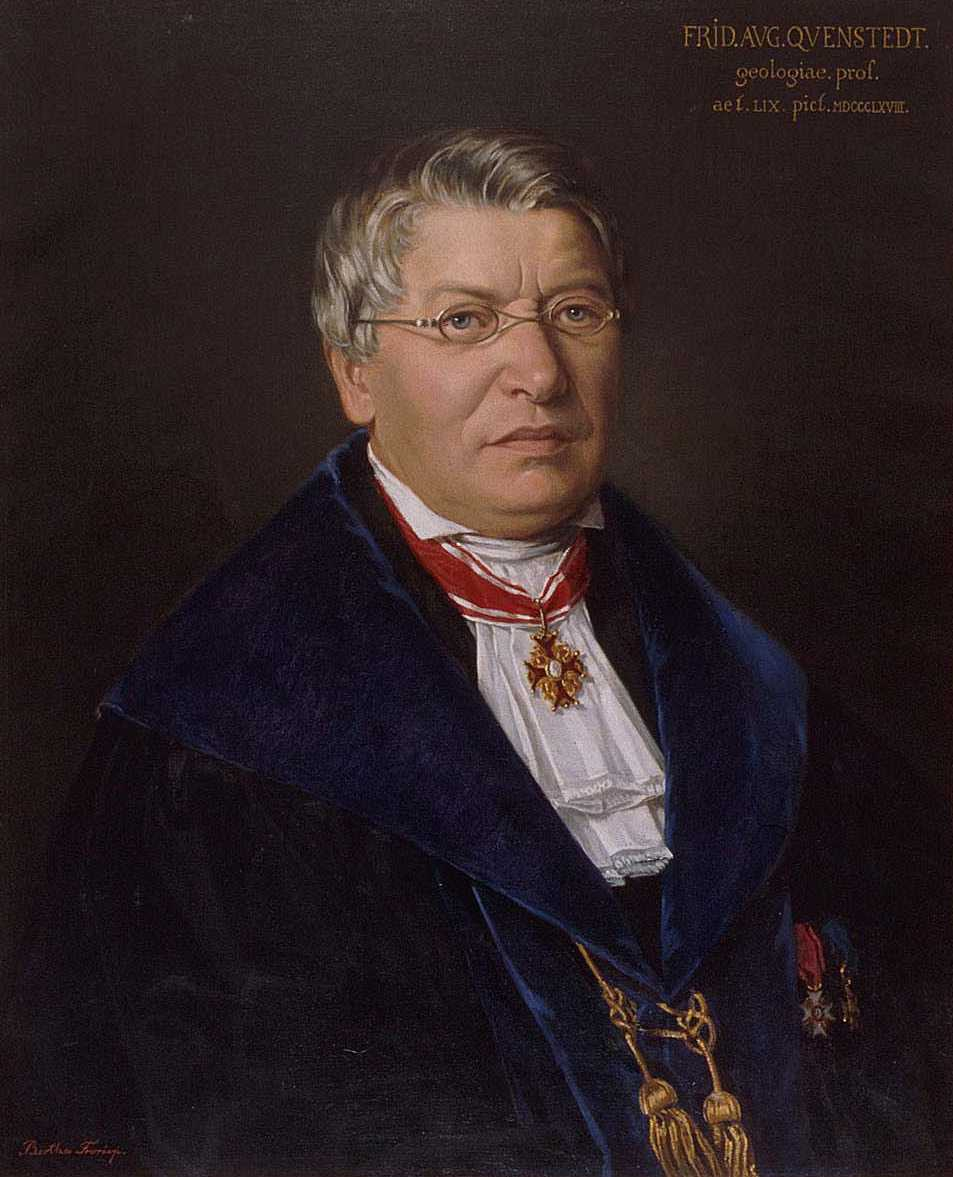
Le géologue et paléontologue Friedrich August von Quenstedt.

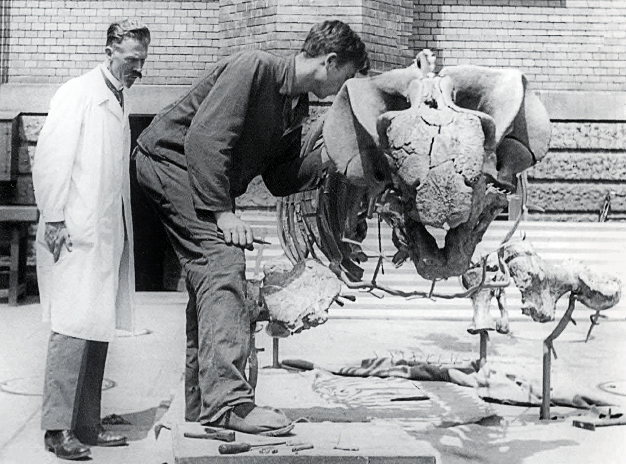
Le paléontologue Friedrich von Huene (ici, à gauche).

Les origines de la collection de paléontologie prennes leurs racines en 1477, avec la fondation de l'université de Tübingen et les premières analyses de gisements géologiques.
La collection fait l'objet d'une première organisation systématique en 1837, par le géologue et paléontologue Friedrich August von Quenstedt,,.
La collection scientifique s'accroît avec les travaux de recherche sur des vertébrés du Trias, réalisés par Friedrich von Huene, puis par ceux d'Otto Heinrich Schindewolf sur des ammonites datées du Jurassique et du Crétacé. Dans la première moitié du XXe siècle, le baron von Huene crée la collection de fossiles de sauriens.

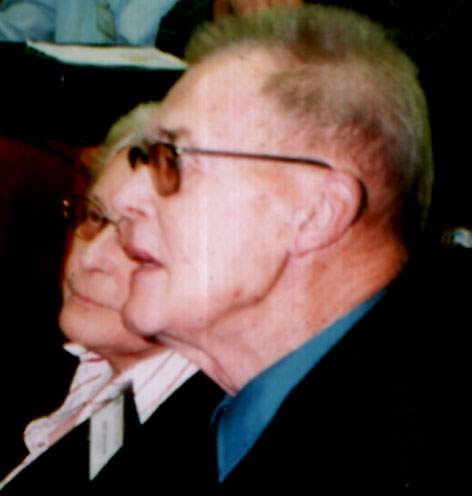
Le paléontologue Adolf Seilacher.

En 1902, un squelette de Plésiosaure s'ajoute à la collection. En 1903, le corpus de fossiles paléontologiques est complété par un squelette d'Hybodus, acquis pour un montant de 2 700 marks.
Les travaux paléoichnologiques d'Adolf Seilacher réalisés dans la seconde moitié du XXe siècle permettent à la collection de s'enrichir d'empreintes et de traces fossiles,,,.
Le corpus de fossiles paléontologiques a été également rassemblé grâce aux travaux et aux collectes réalisés par Erwin Auer, Wilhem von Branco,,,, Ferdinand Broili, Ludwig Bronn,,,,, Oskar Fraas ,,,, Bernhard Hauff,, Oskar Heer, d'Edwin Hennig,,, Jaeger, Koken, Naef, Josef Felix Pompeckj, Otto Schindewolf, Rudolf Schlegelmilch, Seilacher, Westphal, Wiedmann et Zittel,.
En octobre 2006, la collection paléontologique, comme les autres collections créées par les différents départements de l'université de Tübingen, devient administrée par une organisation  centralisatrice : le MUT,,.
En 2009, avec les travaux de recherche entrepris sur les gisements de l'époque du Néogène, la collection scientifique est augmentée d'environ 20 000 pièces de fossiles de mammaliens.
La collection paléontologique comprenait environ 600 000 pièces dans la première moitié des années 2010 et approximativement un million dans la seconde moitié des années 2010,. La collection et son exposition permanente ont fait l'objet d'une réorganisation en 2010-2011,.

## Localisation et plan de la collection
La collection scientifique est abritée au sein du bâtiment de l'institut de géologie et paléontologie de Tübingen,,. Ce bâtiment est situé à l'angle des voies Sigwartstraße et Hölderlinstraße, dans la partie orientale du centre-bourg de la ville universitaire. L'institut se trouve au nord-est de l'université Eberhard Karl,.
Les pièces paléontologiques, conservées et exposées au premier étage de l'institut universitaire, sont réparties dans 5 salles thématiques : la salle des thérapsides terrestres et leur écosystème ; la salle des reptiles marins ; la salle consacrée aux fossiles de platéosaures ; une salle consacrée aux fossiles stratigraphiques ; et une salle consacrée aux fossiles du Bade-Wurtemberg incluant des ossements de spécimens mis en évidence au sein de sites préhistoriques,.

## Composition de la collection

### Invertébrés

#### Fossiles de mollusques

##### Ammonites

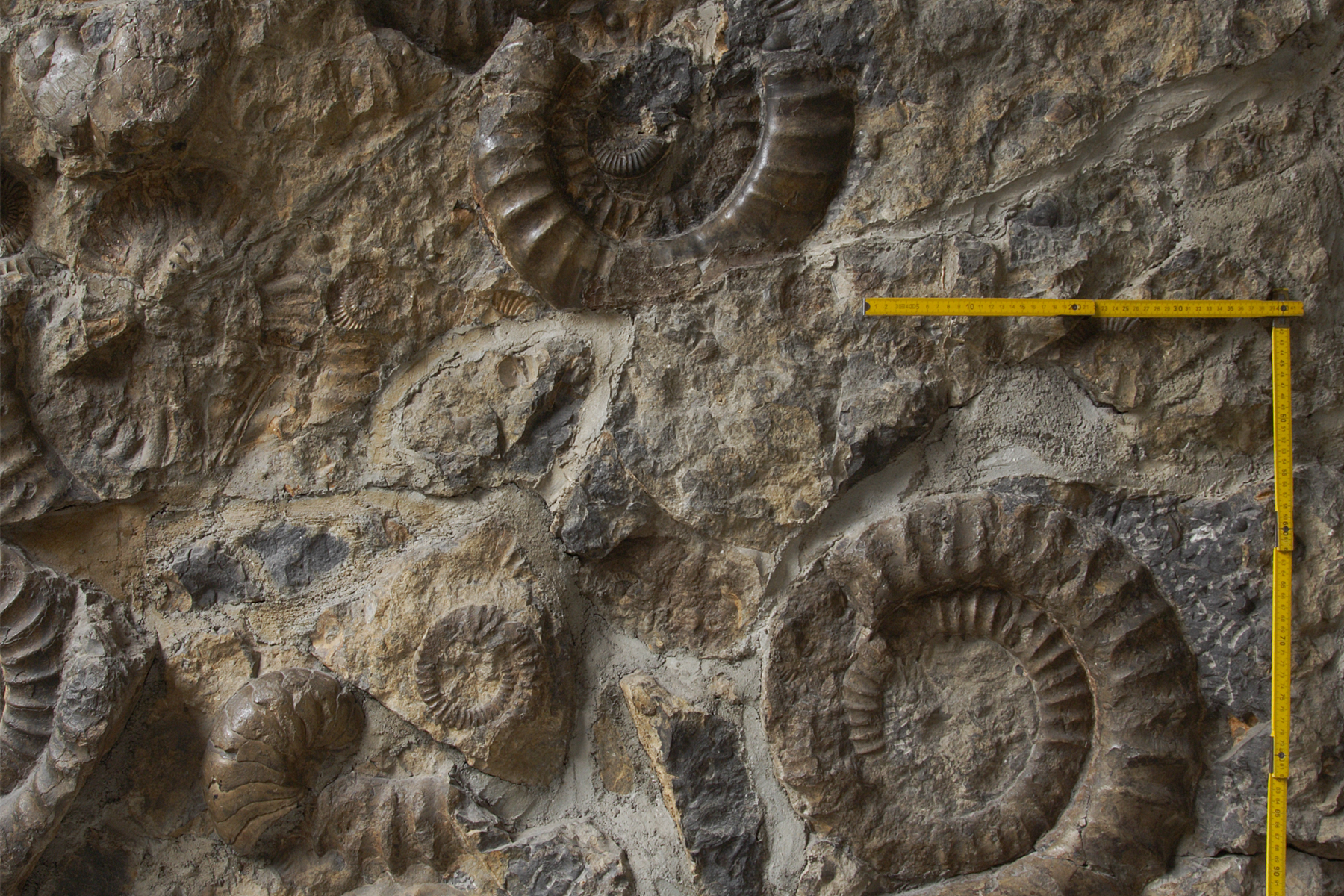
Arietites.

Le corpus d'ammonites fossiles comprend un gisement géologique de 3,50 m haut retrouvé dans la formation lithostratigraphique dite Arietenkalk (de) à Bodelshausen, gisement contenant des spécimens d'Arietites (en), un genre se classant dans le sous-ordre des Ammonitina et datés d'environ 190 M d'années (Jurassique inférieur),,,.
Un spécimen de Perisphinctes, mis au jour à Solnhofen, dans le niveau stratigraphique du Tithonien inférieur, compose également la série des ammonites.

##### Planorbes
Le corpus de fossiles de céphalopodes compte des exosquelettes de plusieurs espèces de Gyraulus — genre appartenant à la famille des Planorbidae — : de Gyraulus elegans, de Gyraulus intermedius, de Gyraulus oxystoma, de Gyraulus planorbiformis, de Gyraulus salcotus et de Gyraulus trochiformis. Le musée possède également un arbre phylogénétique établissant les liens de parentés des Gyraulus (antérieurement désignés sous le nom binominal Planorbis multiformis),. Cet arbre de relations phylogénétiques a été construit par Franz Martin Hilgendorf (en) et résultant des travaux du paléontologues sur ce type de gastéropodes durant la seconde moitié du XIXe siècle,,.

#### Foraminifères
La série muséographique de foraminifères comprend un spécimen de Quenstedtoceras (ou Quenstedticeras).

#### Trilobites
Le corpus de trilobites comporte un fossile de Cruziana (en) goldfussi, spécimen mis en évidence dans la formation géologique de quartzite et de schiste argileux dite Khabour Quartzite-Shale — située à environ 2 km à l'ouest du village de Kaista dans le Kurdistan irakien — datée de l'Ordovicien inférieur, ainsi que des spécimens de Cruziana aegyptica — individu retrouvé dans l'oued de  Qena (Haute-Égypte) —, Cruziana salomoninis, Cruziana semiplicata, et Cruziana arzonensis. La série de trilobites comprend également un spécimen de Rusophycus dispar, individu découvert dans la formation de Mickwitzia (en), à Västergötland, en Suède et daté des étages 3 et 4 du Cambrien et un spécimen de Rusophycus arizonensis, mis en évidence dans l'unité stratigraphique dite de Tapeats  Sandstone (en), dans le Grand Canyon, en Arizona, dans l'étage 3 du Cambrien.

#### Échinodermes
Le corpus de fossiles d'échinodermes une empreinte de Seirocrinus subangularis (de) — espèce du Jurassique inférieur appartenant à la classe des crinoïdes — mise au jour par Friedrich August von Quenstedt en 1868 dans la formation lithostratigraphique dite Argiles à Posidonies, à l'étage du Toarcien, au sein du village d'Ohmenhausen (ville de Reutigen),,.

Fossiles d'échinodermes
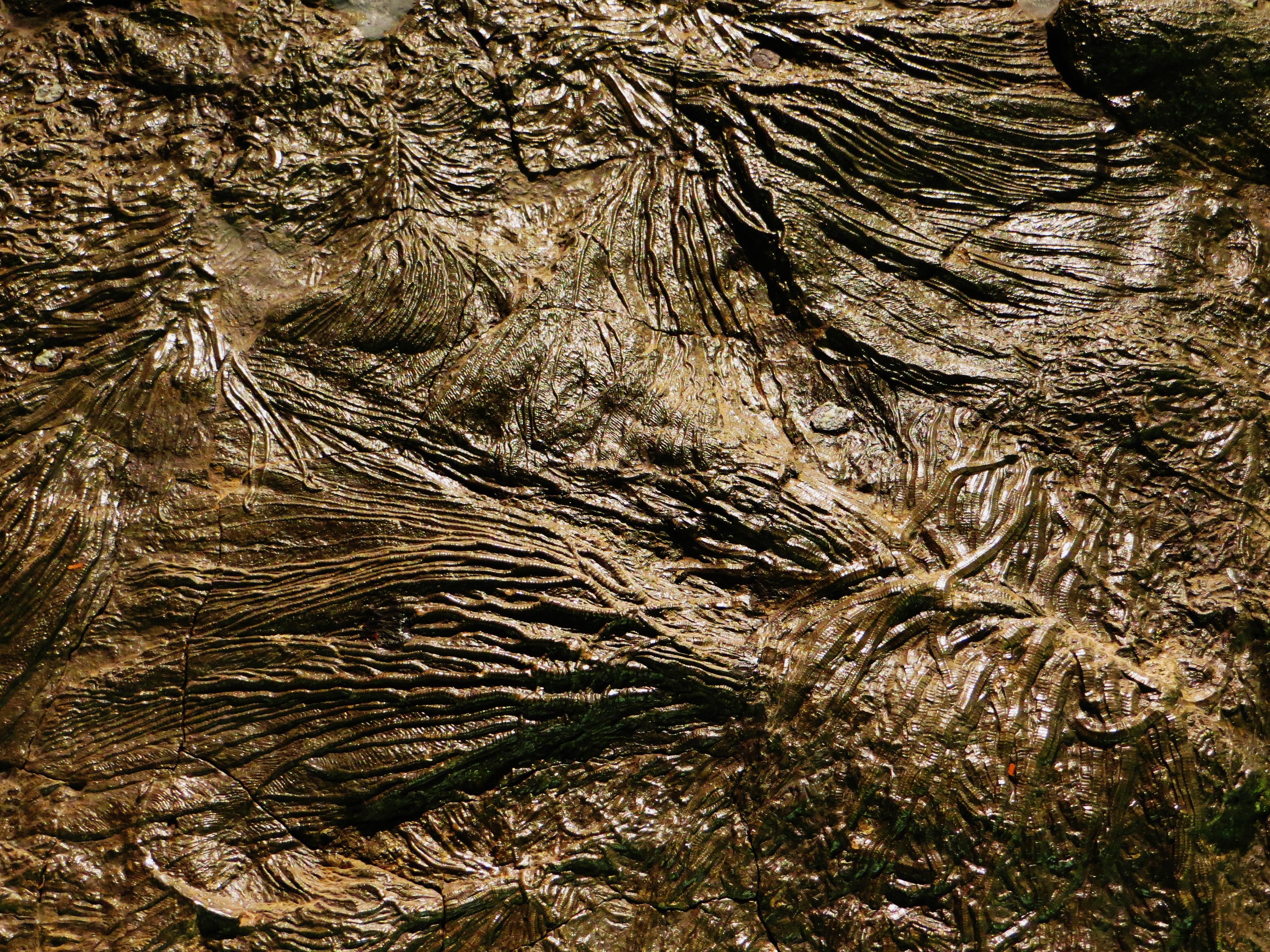
Seirocrinus subangularis.
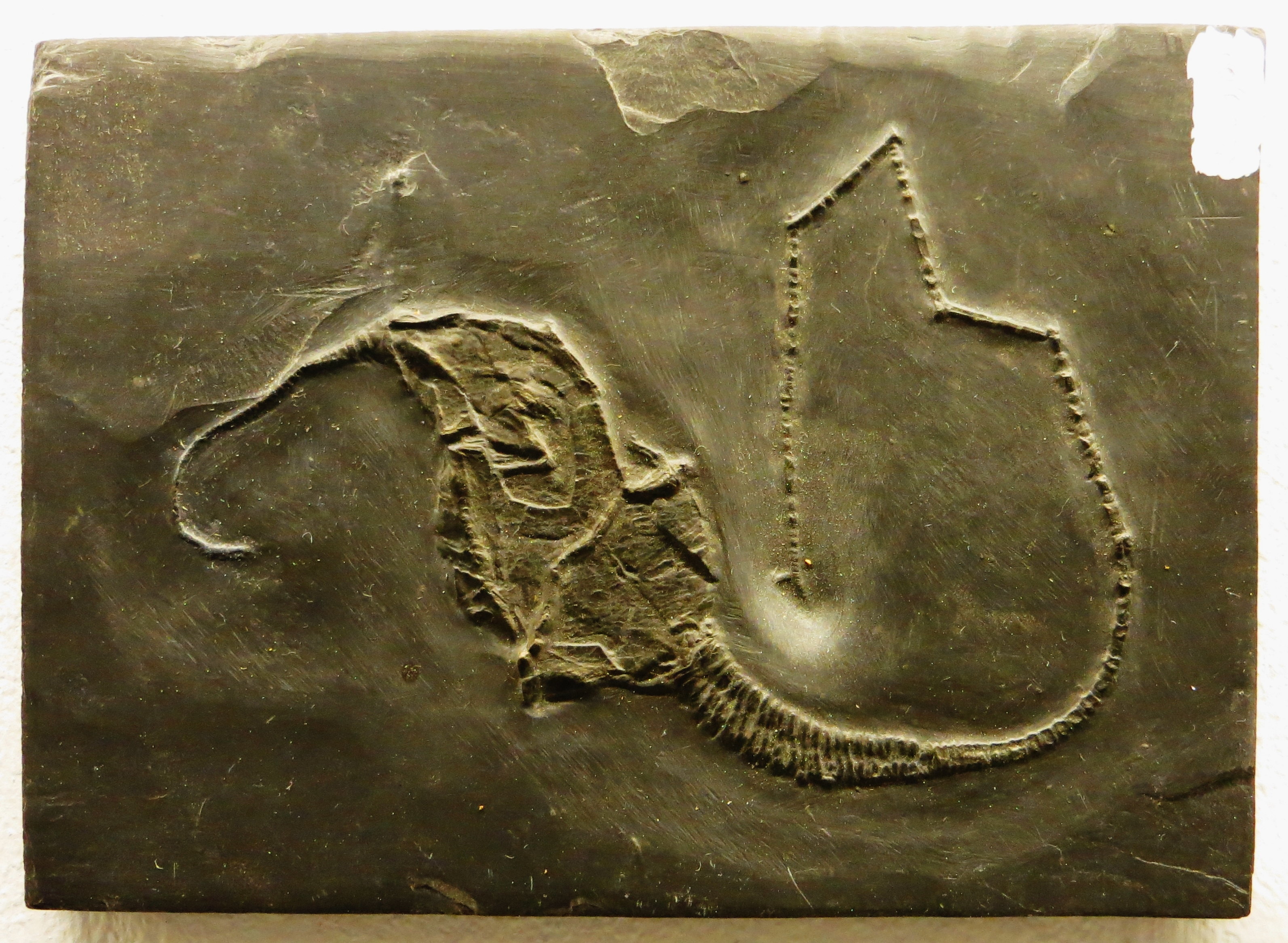
Regulaecystis pleurocystoides.
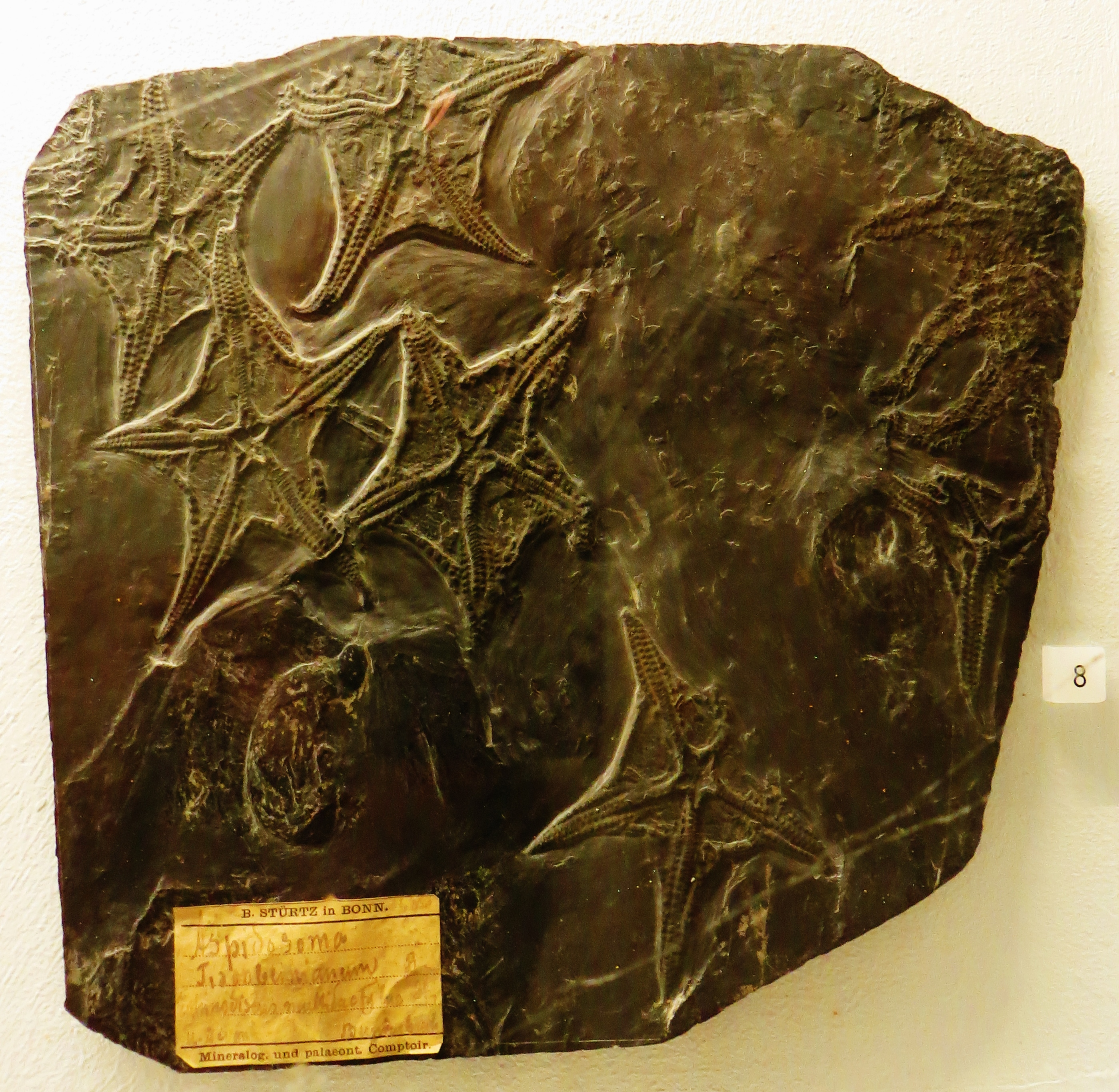
Aspidosoma sp.
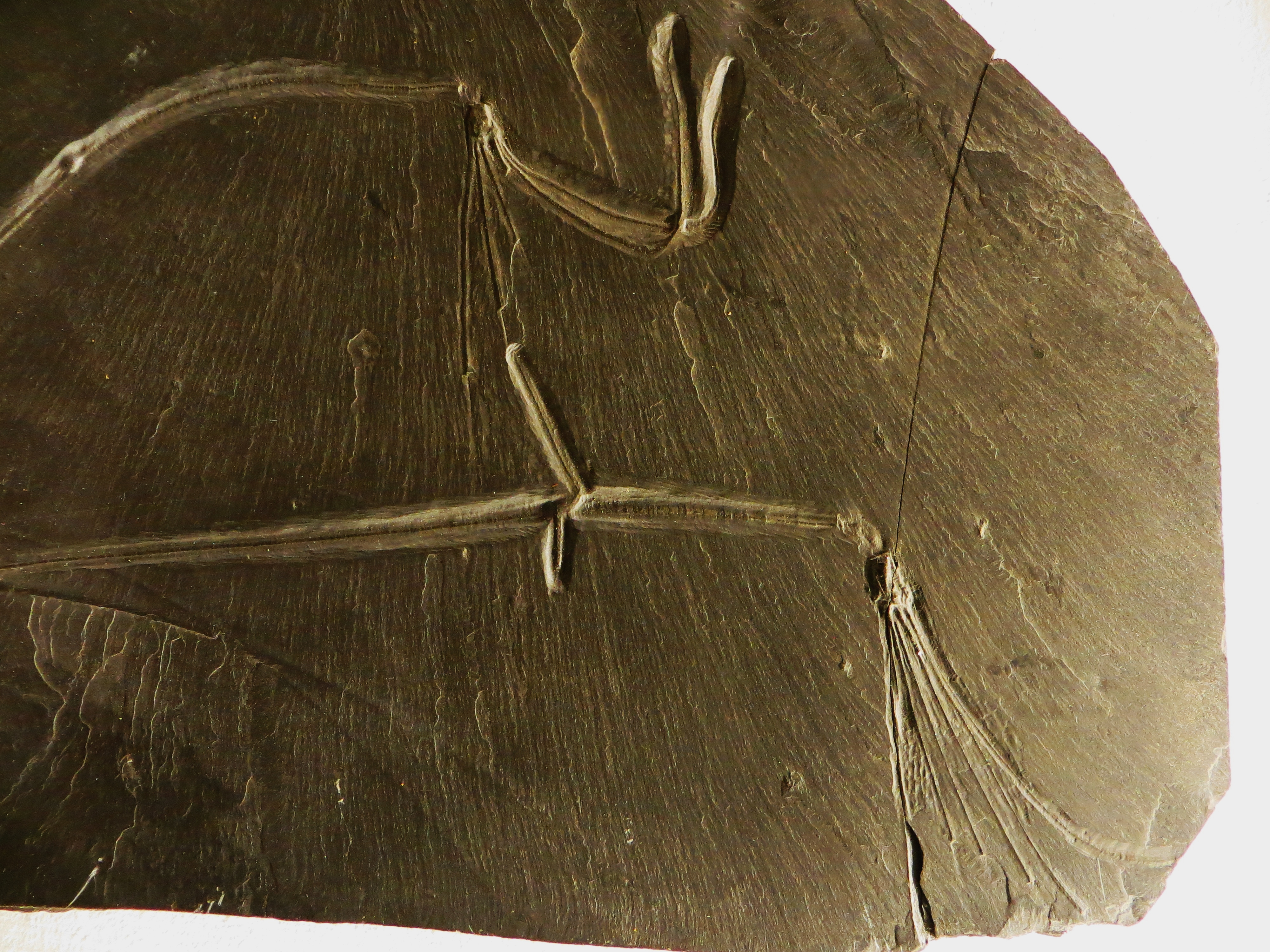
Calycanthocrinus decadactylus.
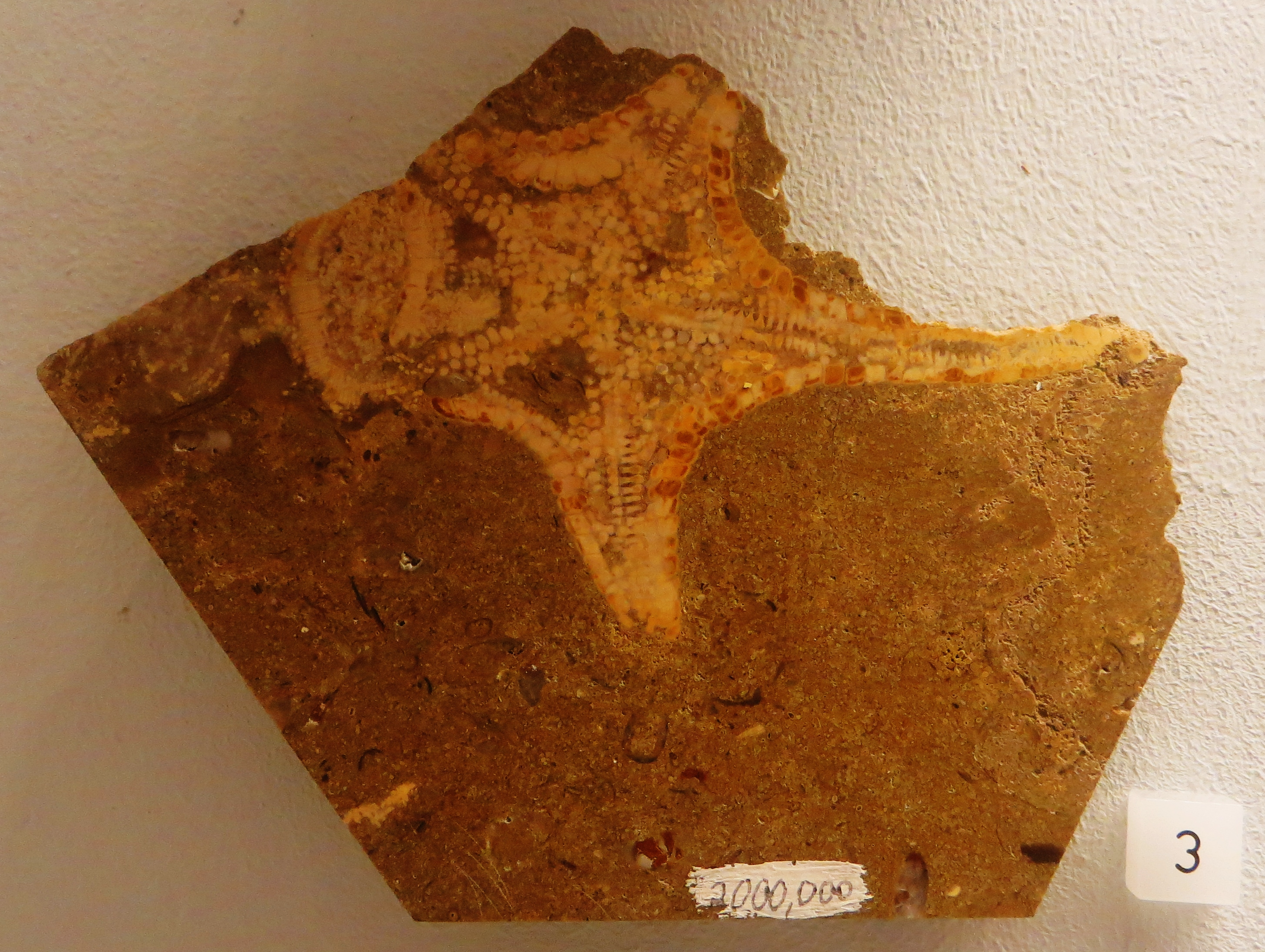
Ophiura scutellata.

### Vertébrés

#### Fossiles de poissons
Cette série de fossiles est composée de dents d'Asteracanthus (en) ornatissimus, une espèce de requin appartenant à la famille des Acrodontidae, ordre des Hybodontiformes, ; les restes d'un spécimen de Notidanus muensteri (espèce faisant partie du genre des Notidanoides, ordre des Hexanchiformes), mis en évidence à Nusplingen, mesurant 65 cm de long daté du Jurassique supérieur.

Fossiles de poissons
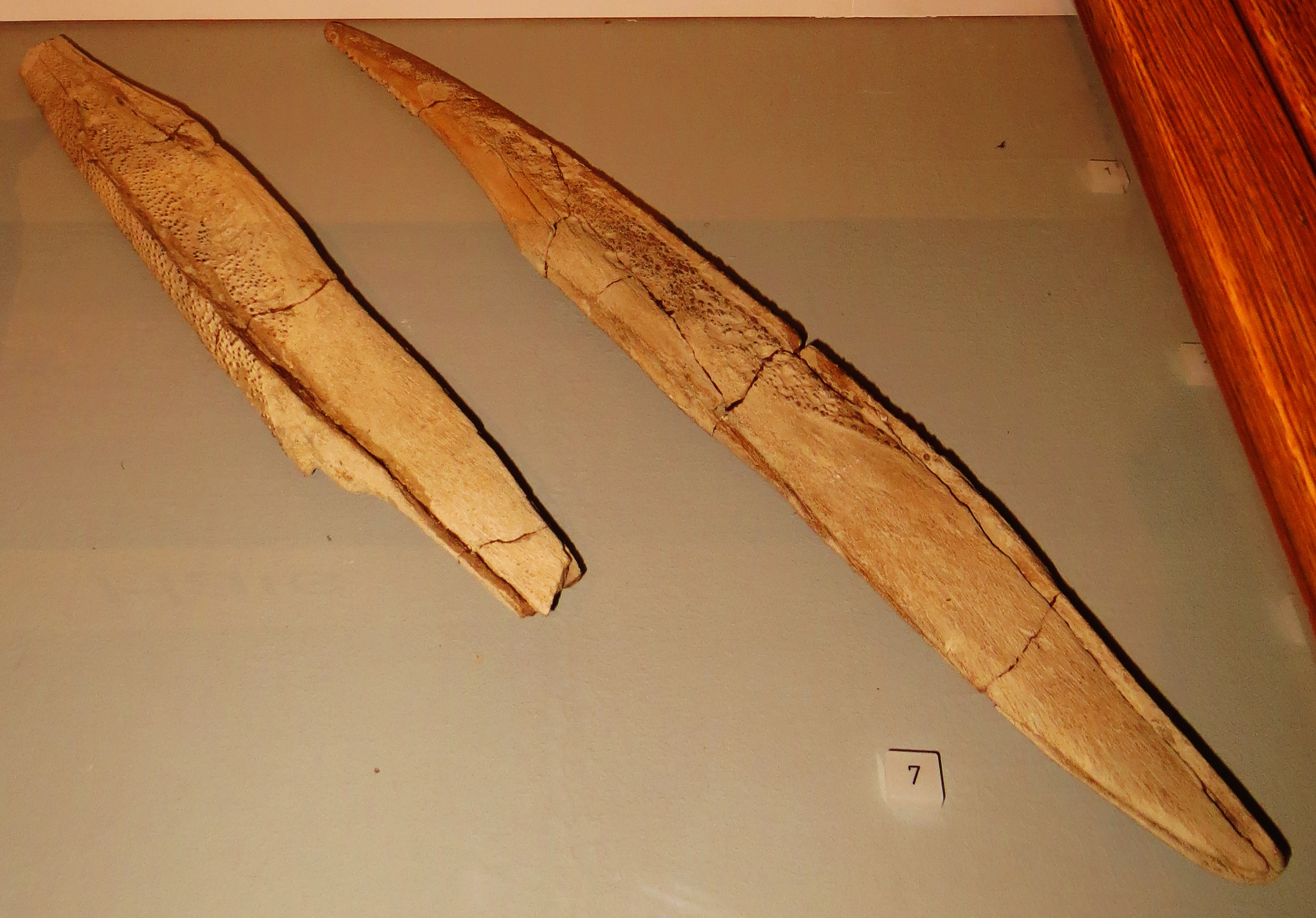
Restes d'Asteracanthus ornatissimus.
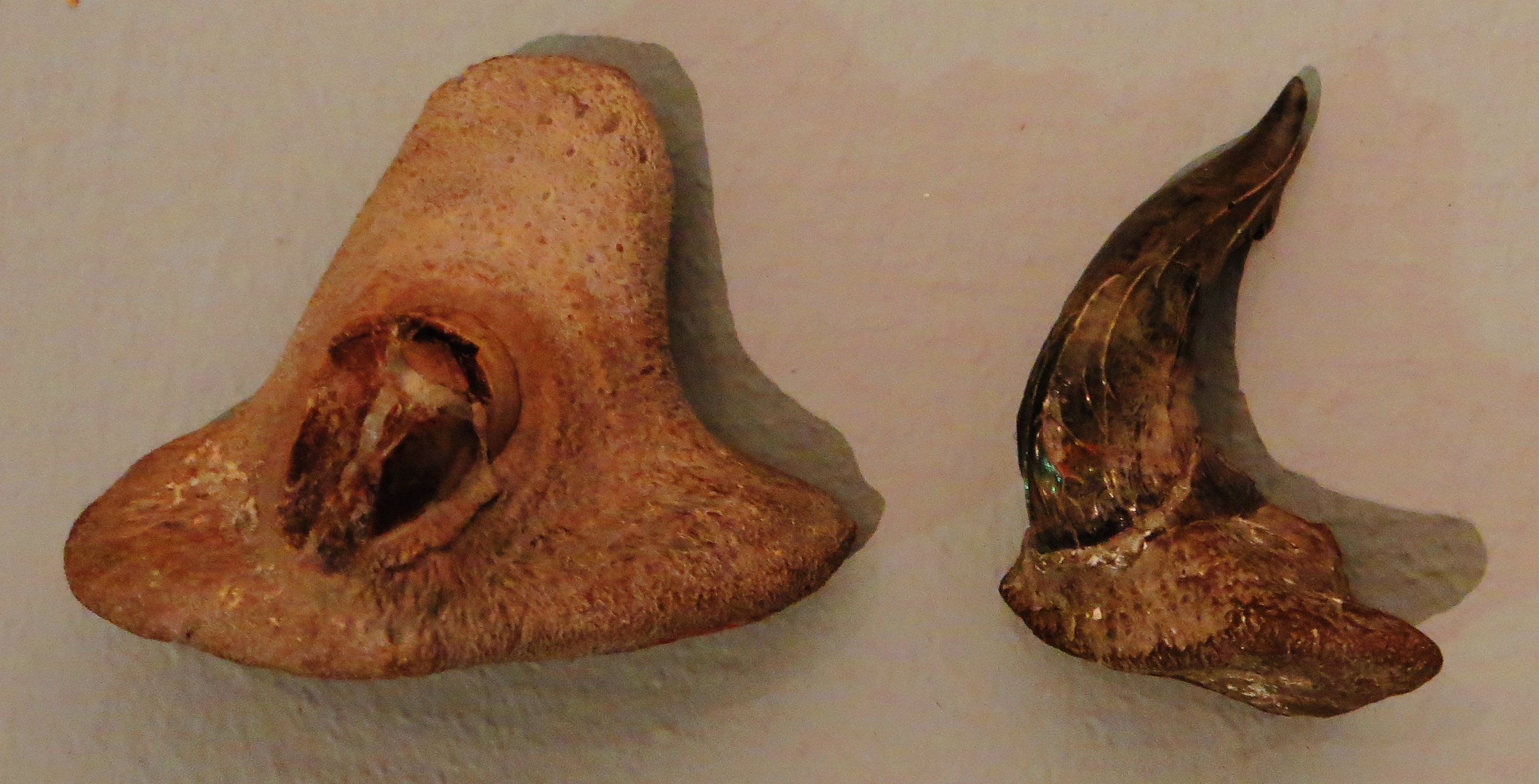
Dents d'Asteracanthus ornatissimus.
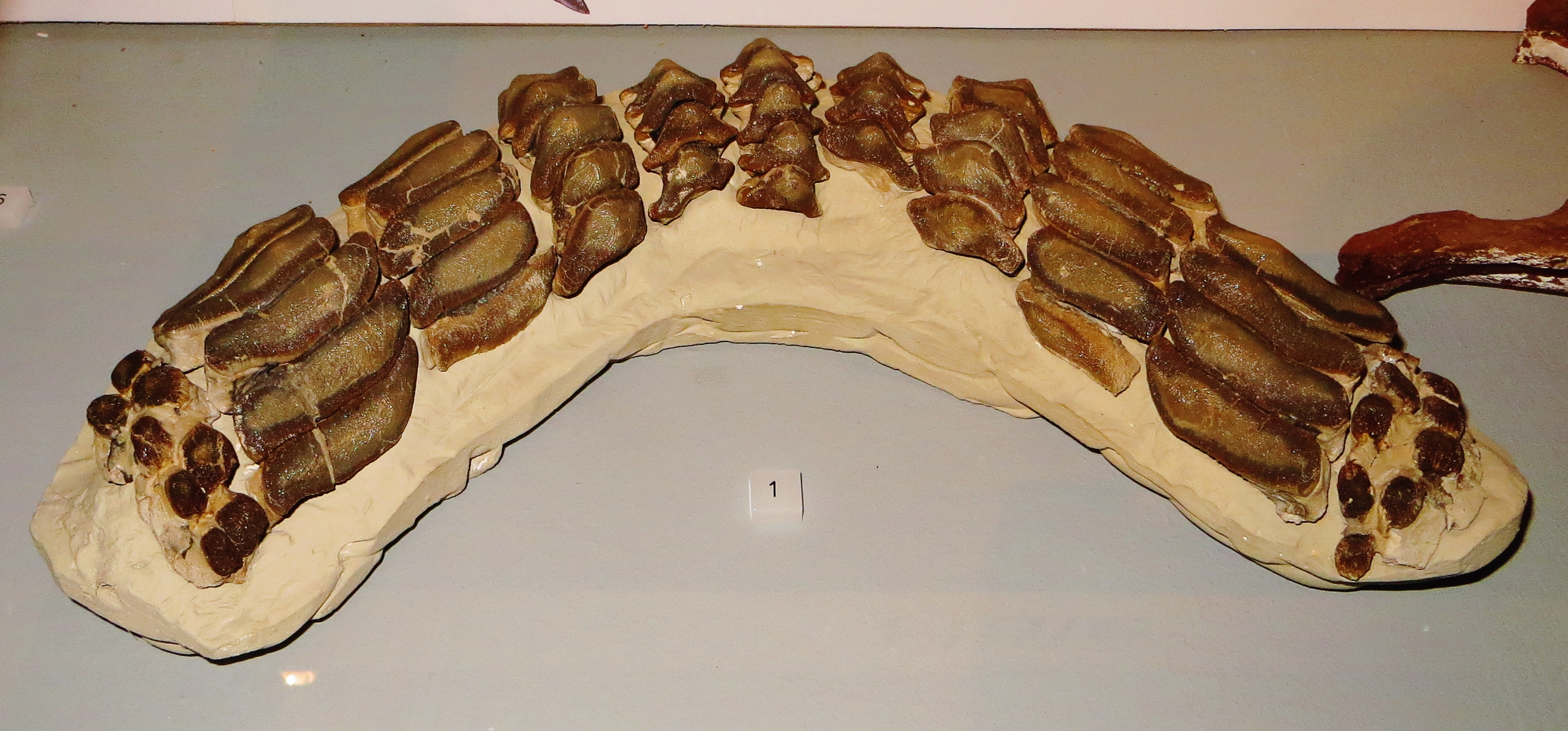
Dents d'Asteracanthus ornatissimus.

#### Fossiles d'amphibiens
Le corpus des fossiles d'amphibiens comprend un spécimen de Dvinosaurus sp., un spécimen de Trimerorhachis sp., un spécimen de Eryops sp, un spécimen de Sclerocephalus sp., un spécimen de Cheliderpeton latirostre, un spécimen d' Archegosaurus decheni, un spécimen de Parotosuchus nasutus, ainsi qu'un spécimen de Heptasaurus (en) cappelensis,. Ces individus, qui sont des taxons de temnospondyles classés dans la famille des Mastodonsauridae, ont été mis en évidence en 1977, dans la formation dite de Lettenkeuper — étage du Ladinien, époque du Trias moyen,.
La série des fossiles amphibiens également inclut un occiput de Mastodonsaurus giganteus. L'ossement fossilisé de cet individu est découvert en 1824 dans la formation de Lettenkeuper. Le spécimen est utilisé comme type original par le paléontologue Georg Friedrich Jaeger lorsqu'il décrit l'espèce en 1828.

Fossiles d'amphibiens
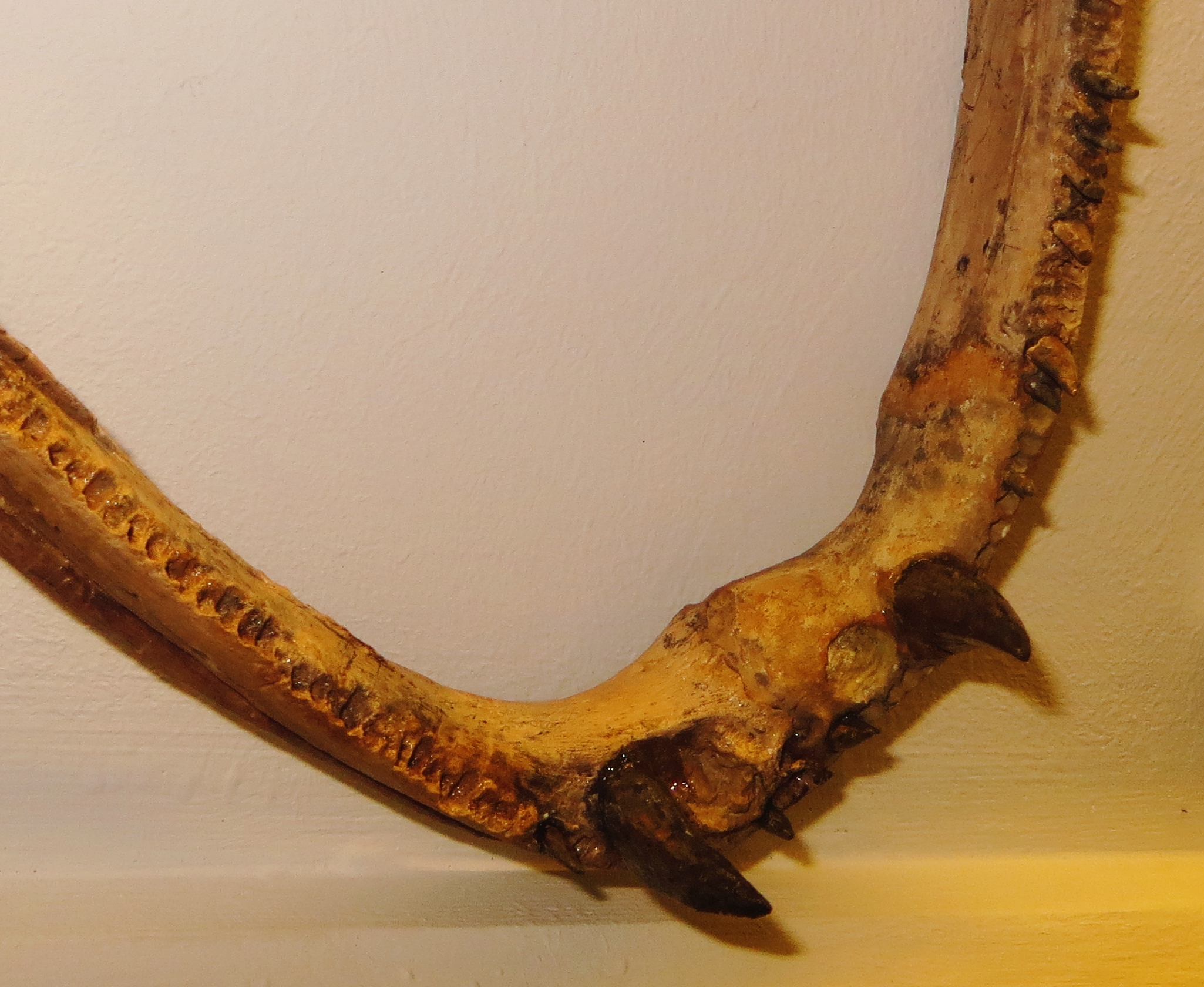
Fossile de Mastodonsaurus giganteus.
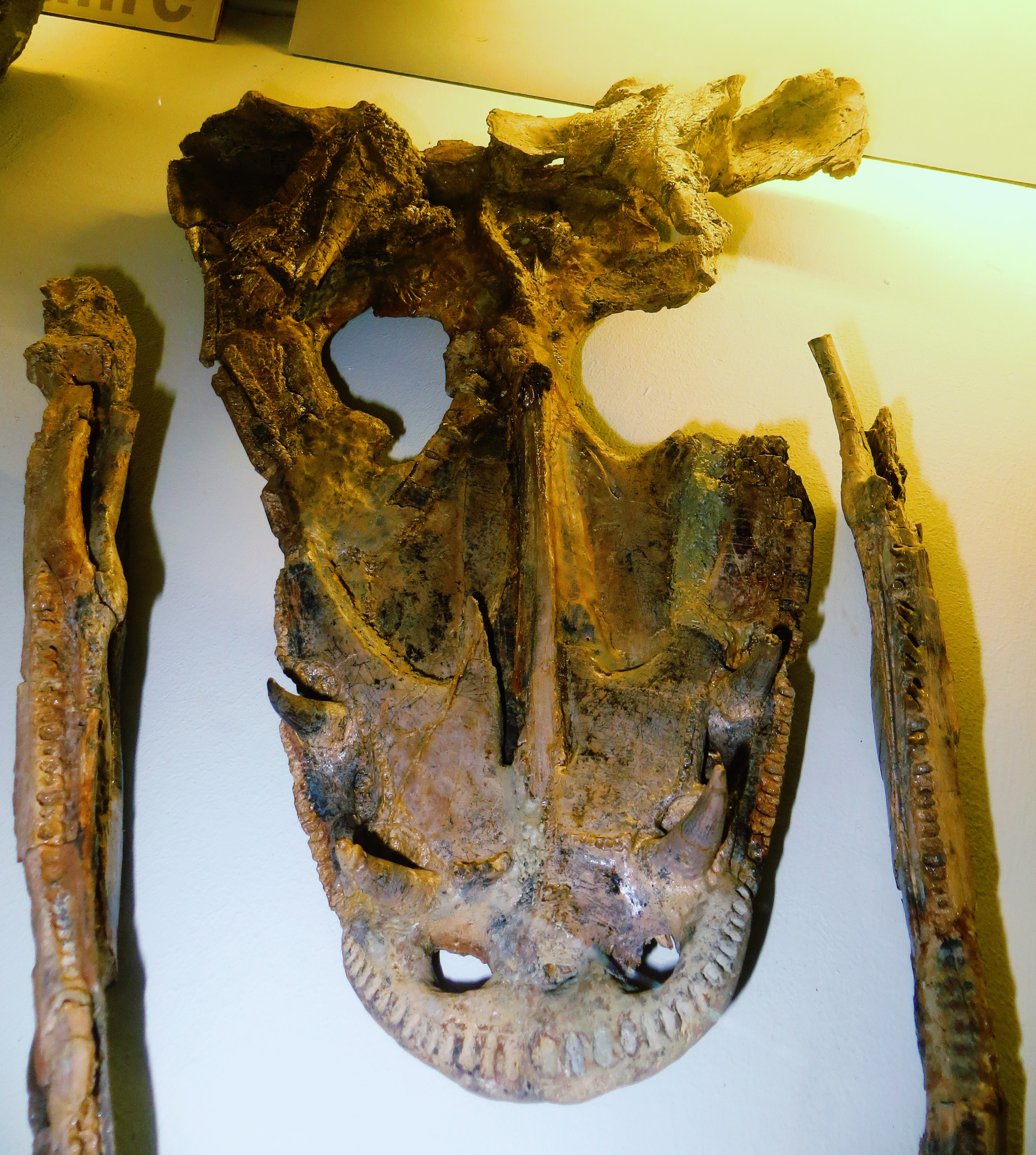
Fossiles de Mastodonsaurus giganteus.
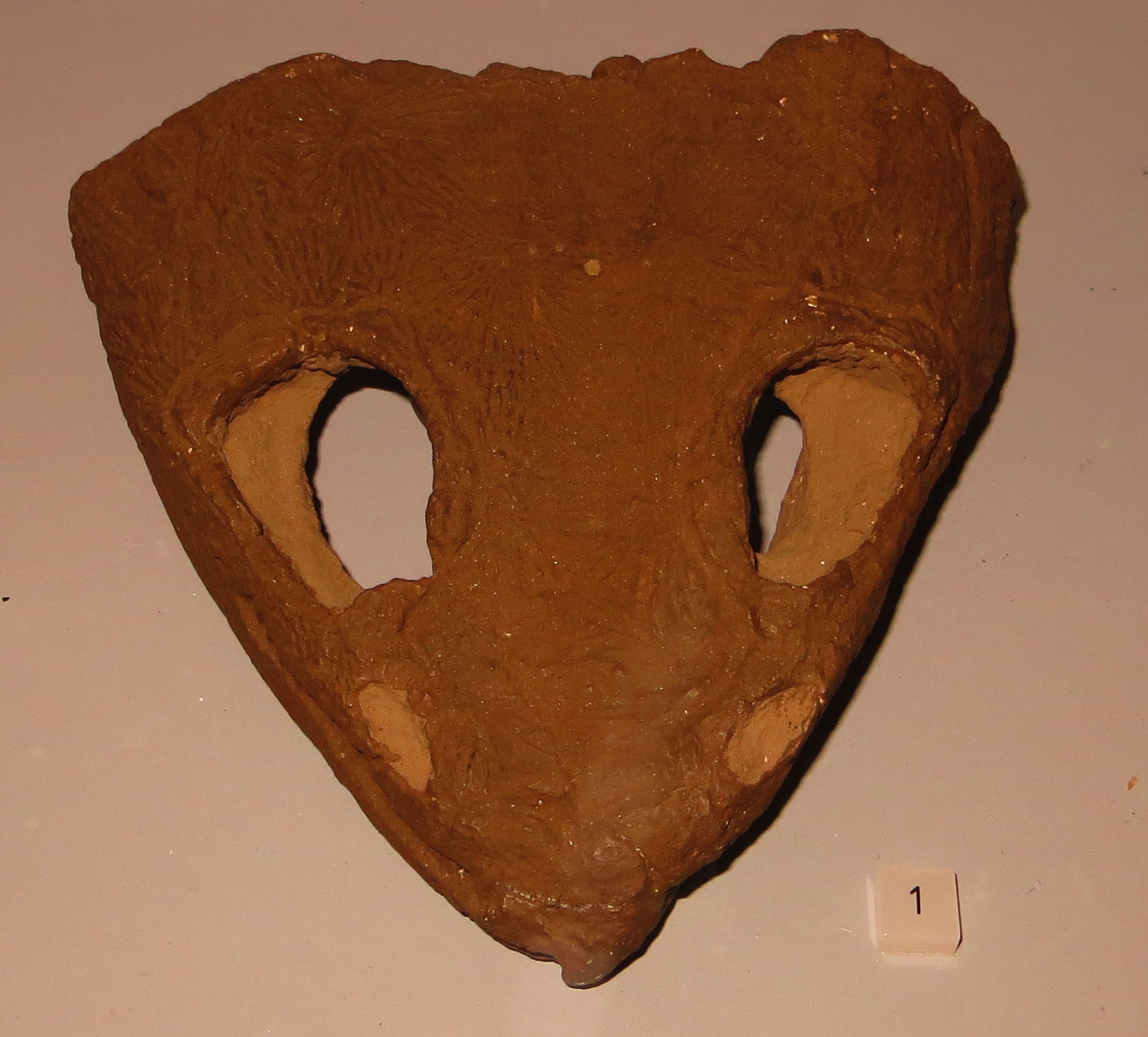
Fossile de Dvinosaurus primus.
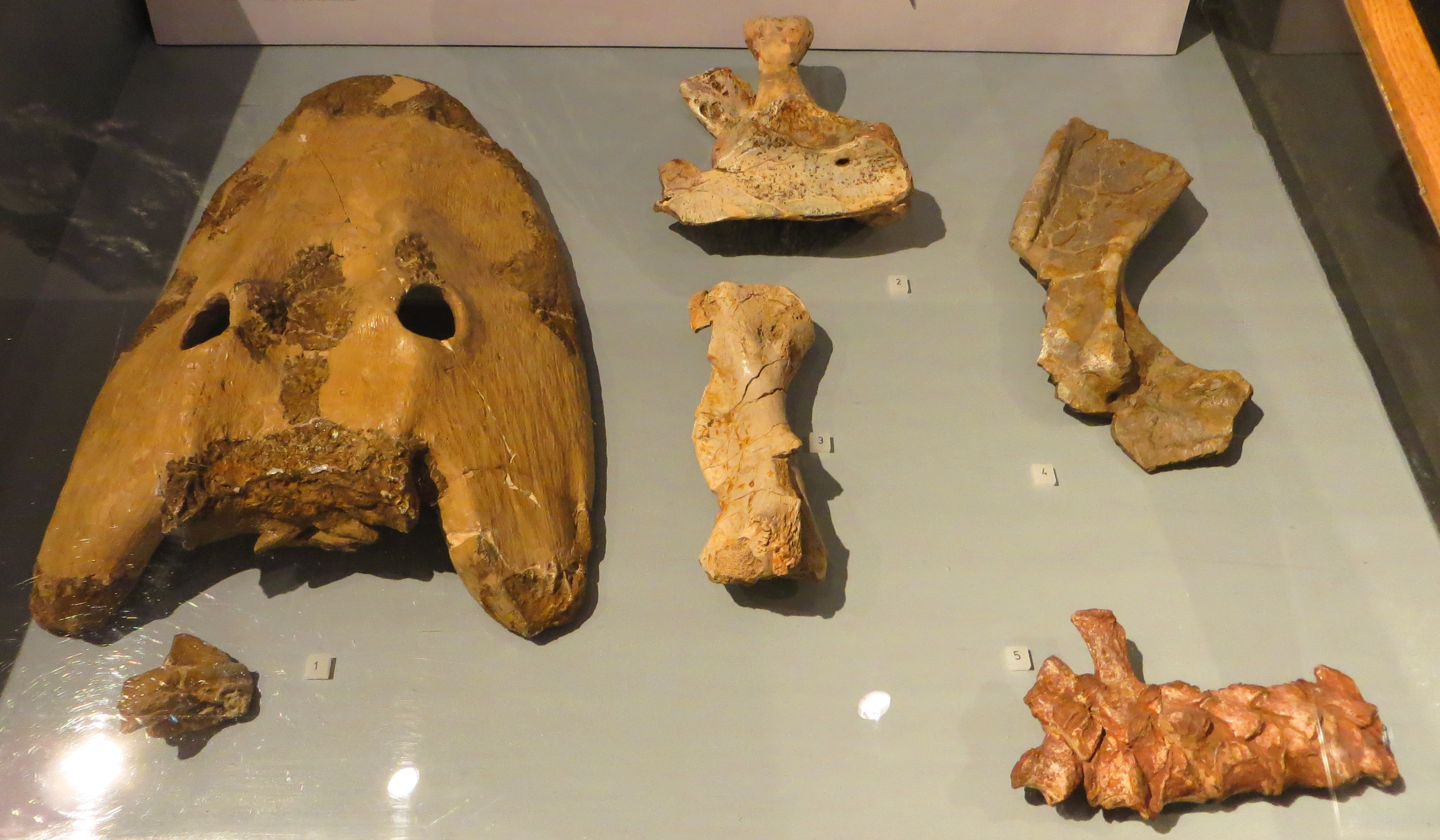
Fossile d'Eryops megacephalus.

#### Fossiles de sauropsides

##### Ichthyosaures
Le corpus de fossiles d'ichthyosaures comprend le squelette d'un Stenopterygius quadriscissus, restes retrouvés en 1856 dans le village de Holzmaden, au sein de la formation d'argiles à Posidonies — groupe lithostratigraphique du Jura noir (de), étage du Toarcien — et datés d'environ 182 M années,,,,.
Deux autres spécimens de d'ichthyosaures, un Stenopterygius cf. uniter et un Stenopterygius uniter, également découverts dans la formation d'argiles à Posidonies, font aussi partie de cette série de fossiles,. Les spécimens de Stenopterygius quadriscissus et de Stenopterygius uniter ont respectivement servi de lectotype et de néotype.

Ichthyosaures
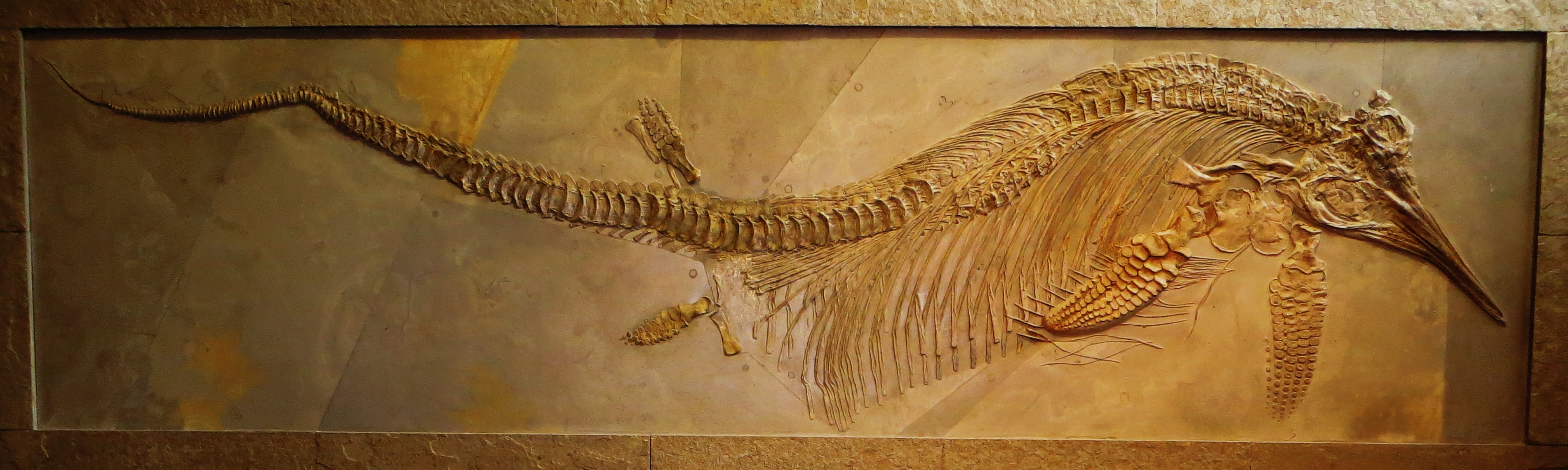
Squelette d'un Stenopterygius quadriscissus.
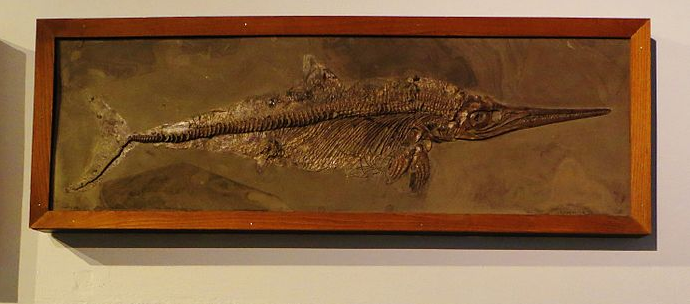
Squelette de Stenopterygius.
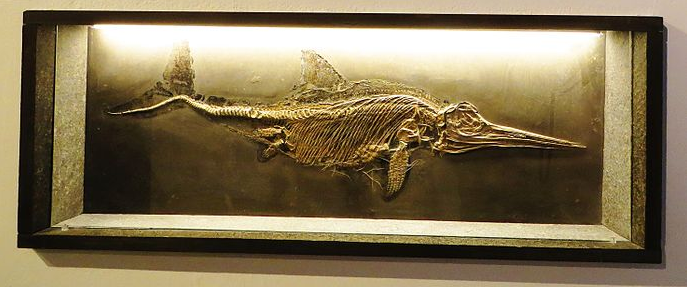
Squelette de Stenopterygius.

##### Placodontes
La série des placodontes est notamment composée d'un squelette d'Henodus chelyops mesurant environ un mètre de long,. Le spécimen, daté de l'étage du Carnien, époque du Trias supérieur, a été mis en évidence au sein de la formation lithostratigraphique dite de Gipskeuper (en), dans le village de Lustnau — à 3 km de l'institut de géologie et de paléontologie —, arrondissement de Tübingen,,,,. Le fossile, identifié et classé par von Huene en 1936, est l'unique spécimen complet ayant été retrouvé dans la formation géologique de Gipskeuper,. L'espèce est marquée d'une convergence morphologique avec des représentants appartenant au genre des Placochelyidae,.

Henodus chelyops
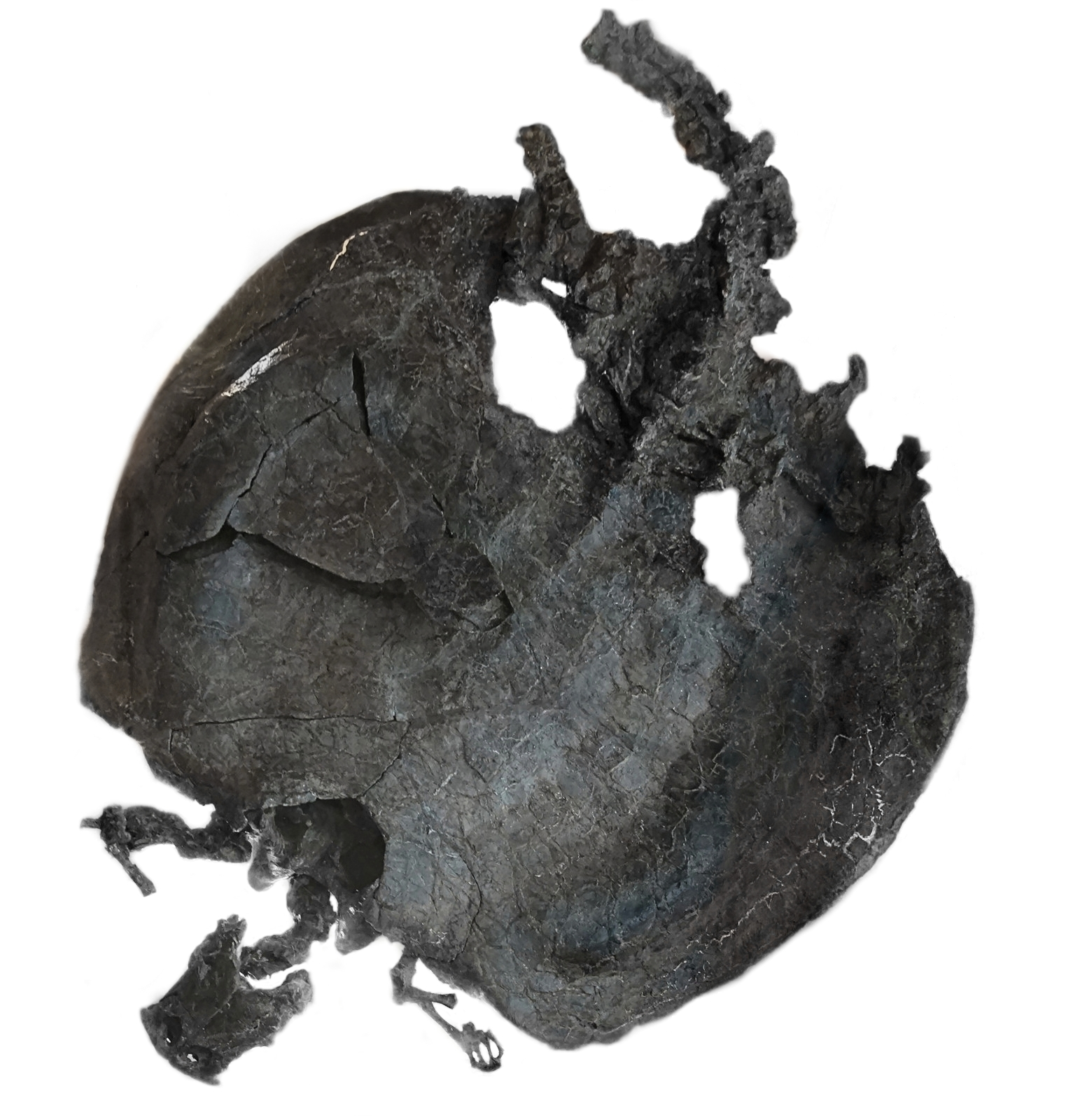
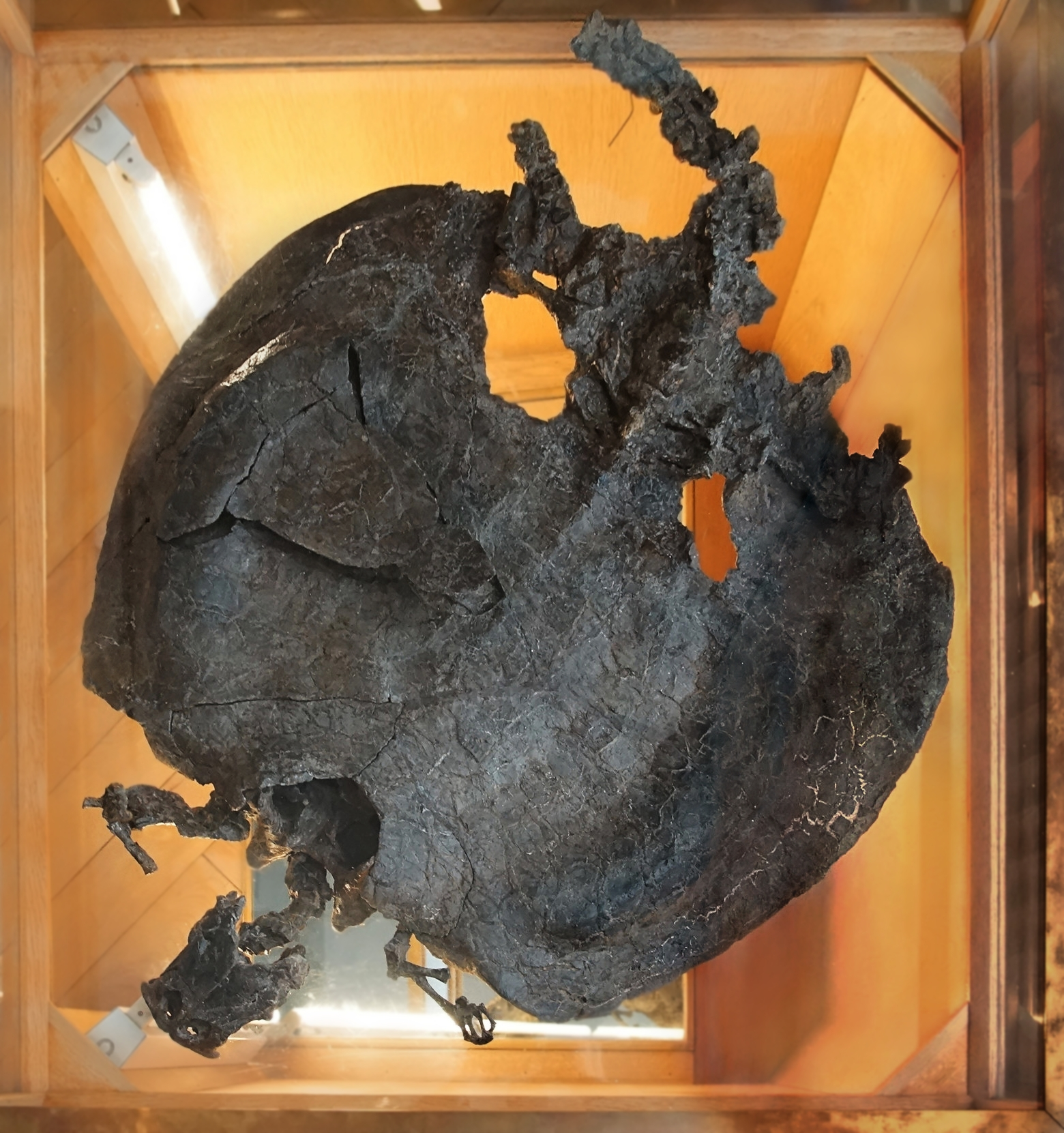
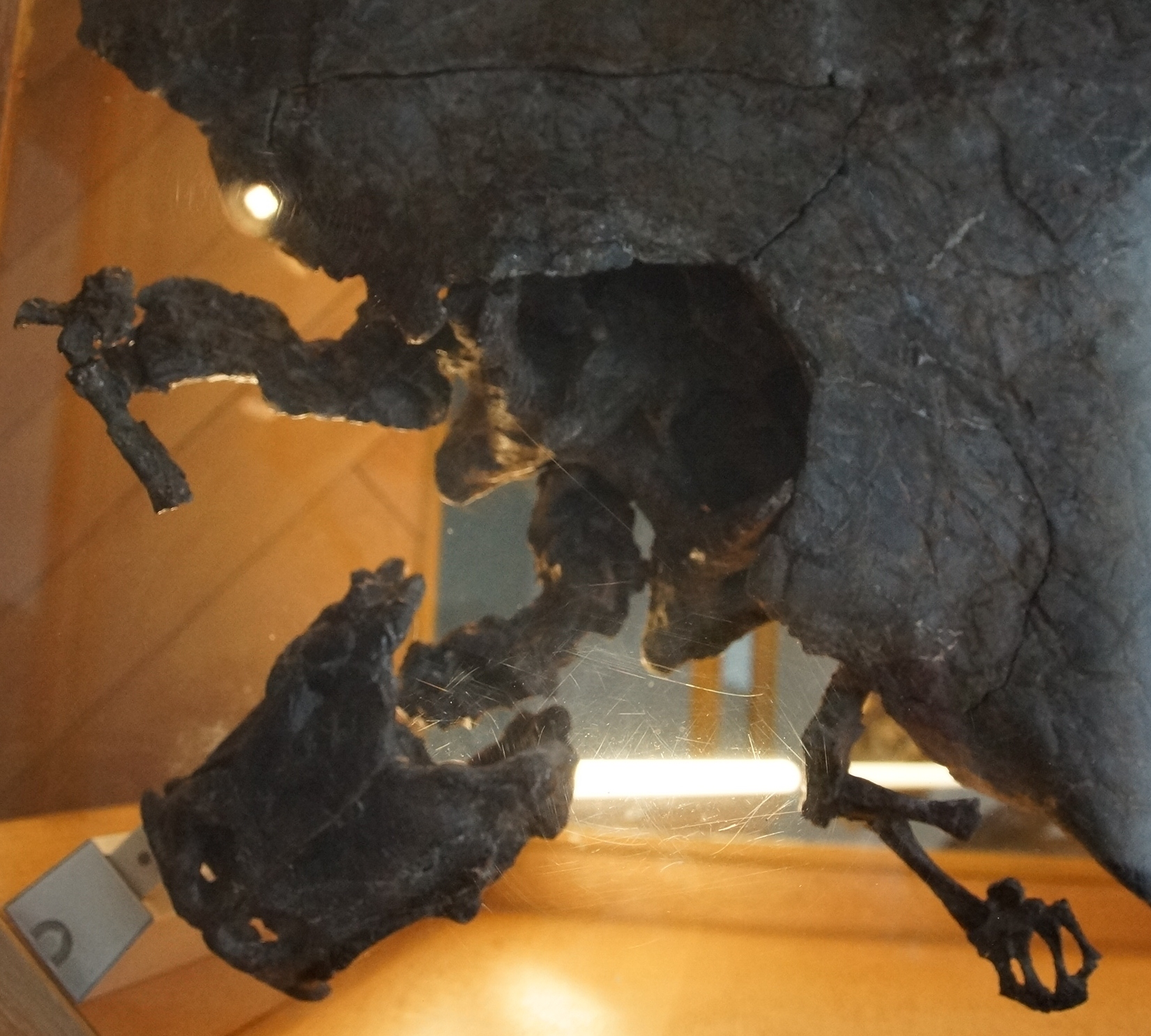

##### Reptiles marins
Le corpus de fossiles de reptiles marins comporte un squelette de Steneosaurus bollensis, spécimen mis en évidence dans la formation lithostratigraphique de Holzmaden,,,.
La série des reptiles marins compte un spécimen de Platecarpus coryphaeus et un spécimen de Tylosaurus dyspelor. Les deux squelettes, mis au jour dans l'état du Kansas en 1911, mesurent respectivement  5,60 et 7,68 m de long. Le corpus de reptiles marins inclut un spécimen de Cryptoclidus eurymerus ; un spécimen de Peloneustes philarchus, une espèce qui se classe dans la super-famille des pliosaures et ayant vécu durant le Jurassique moyen et supérieur ainsi qu'au cours du Crétacé, ; un spécimen de Metriorhynchus ; ainsi que les restes d'un Simosaurus gaillardoti, une espèce appartenant au clade des Sauropterygia,. Un squelette de Xinpusaurus kobi, spécimen retrouvé dans la province de Guizhou et daté du Trias supérieur, ainsi qu'un squelette d'Ophthalmosaurus icenicus, individu mesurant plus d'un mètre et mis au jour à Peterborough, font également partie de la collection,.

Reptiles marins
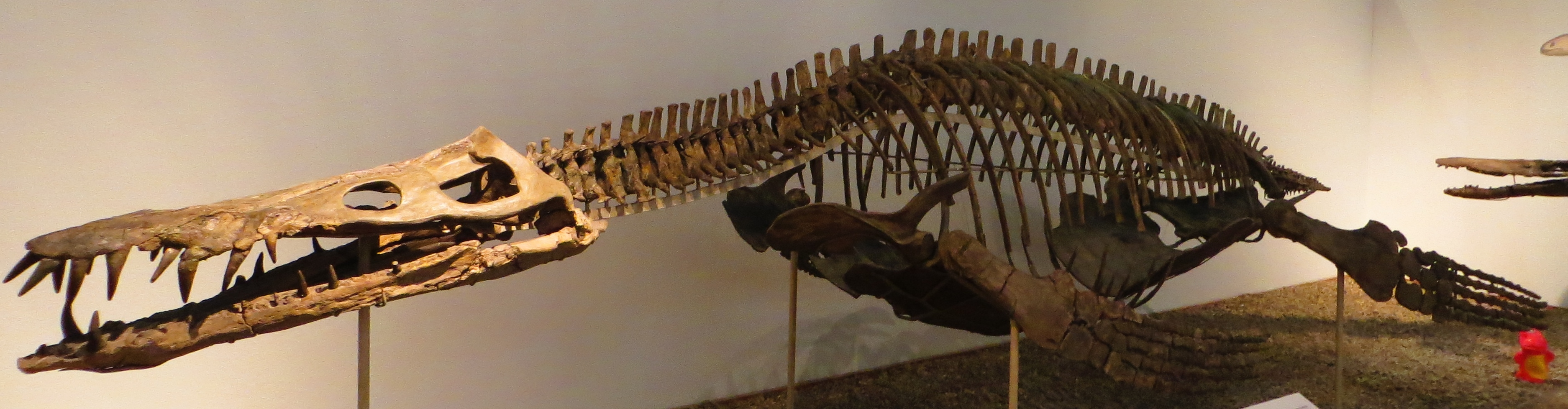
Liopleurodon ferox.
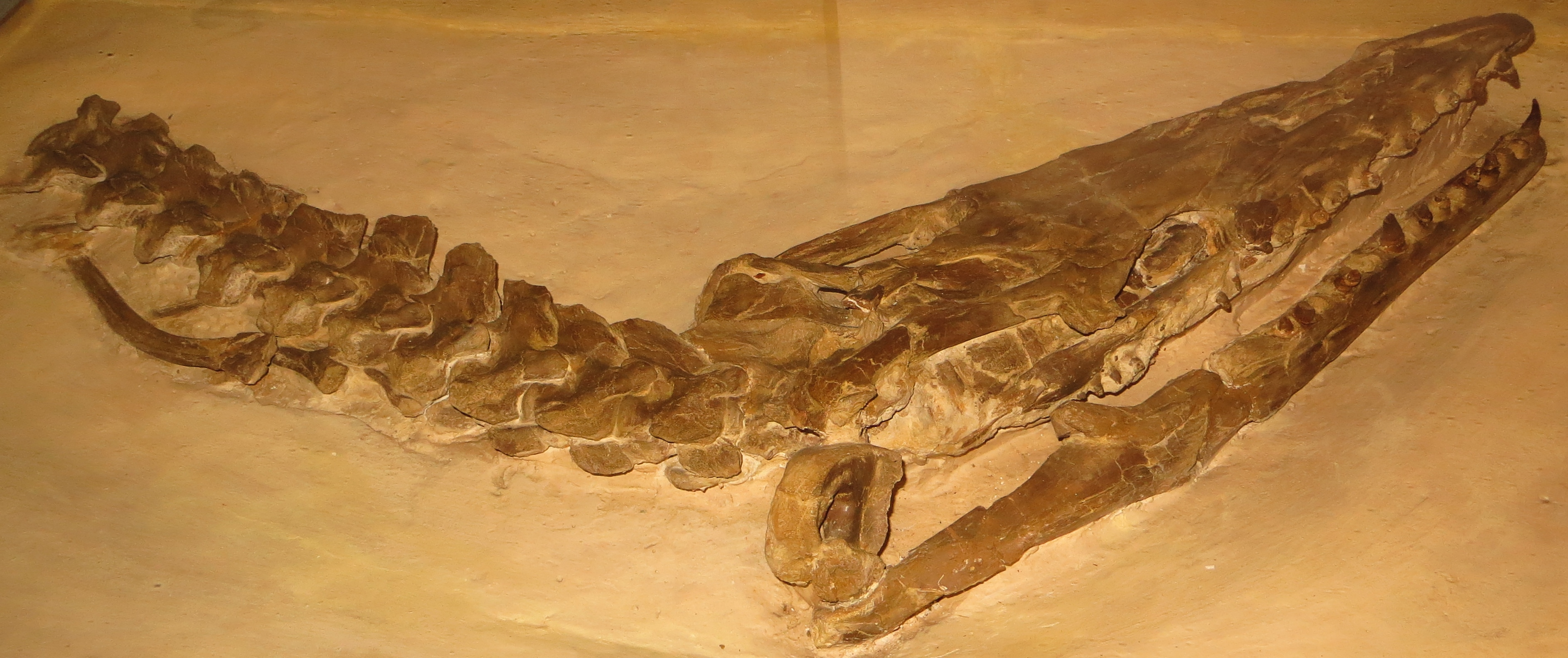
Tylosaurus dyspelor.
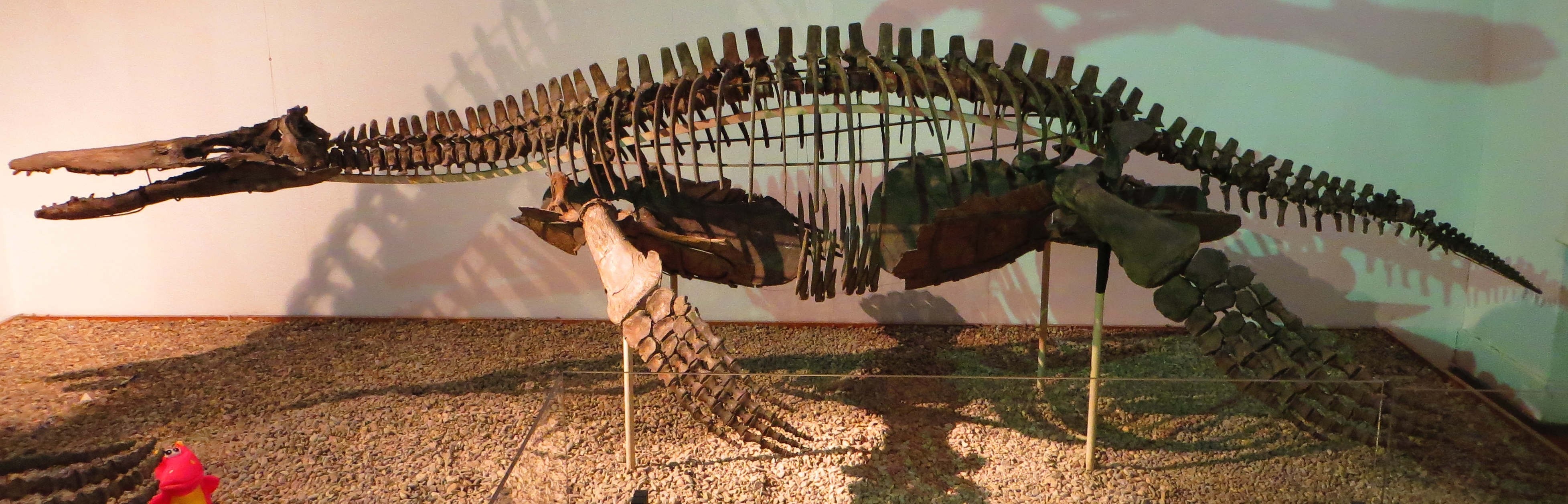
Peloneustes philarchus.
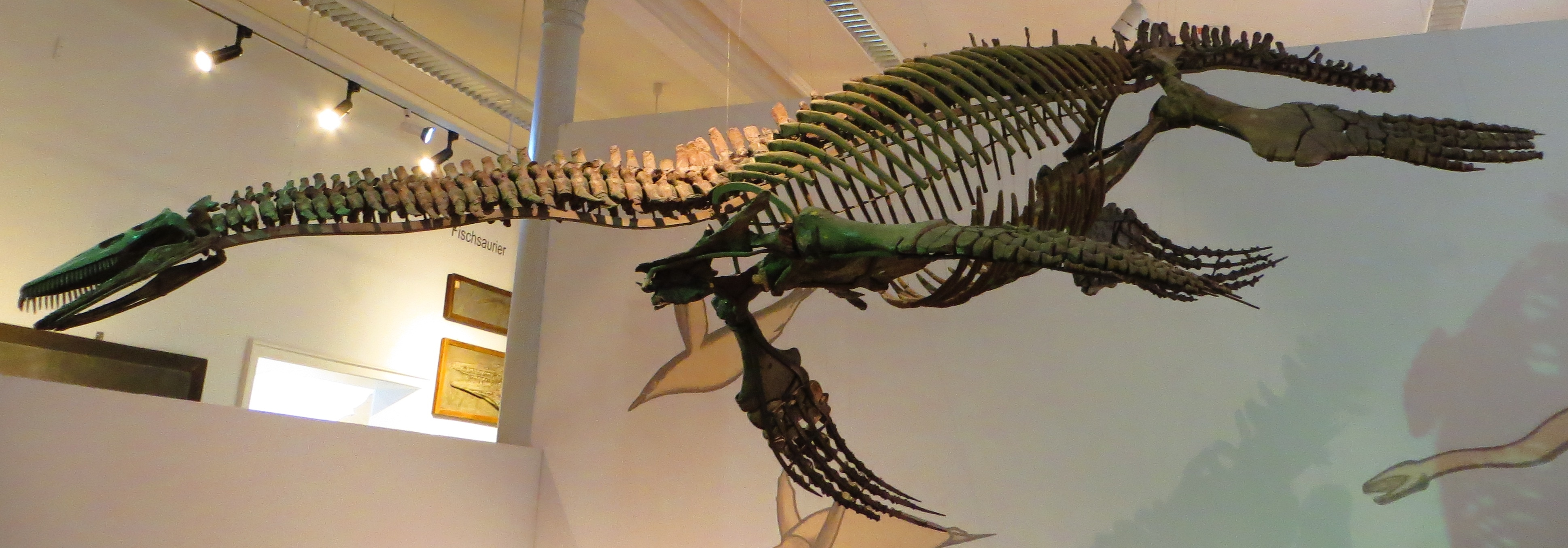
Cryptoclidus eurymerus.

#### Phytosaures
Le corpus des fossiles de Phytosaures comporte un spécimen de Paleorhinus angustifrons et un spécimen de Mystriosuchus westphali. Les ossements de ces deux individus, datés de l'époque du Carnien, ont été mis au jour à Ebrach, en Bavière.

#### Rhynchosauriens

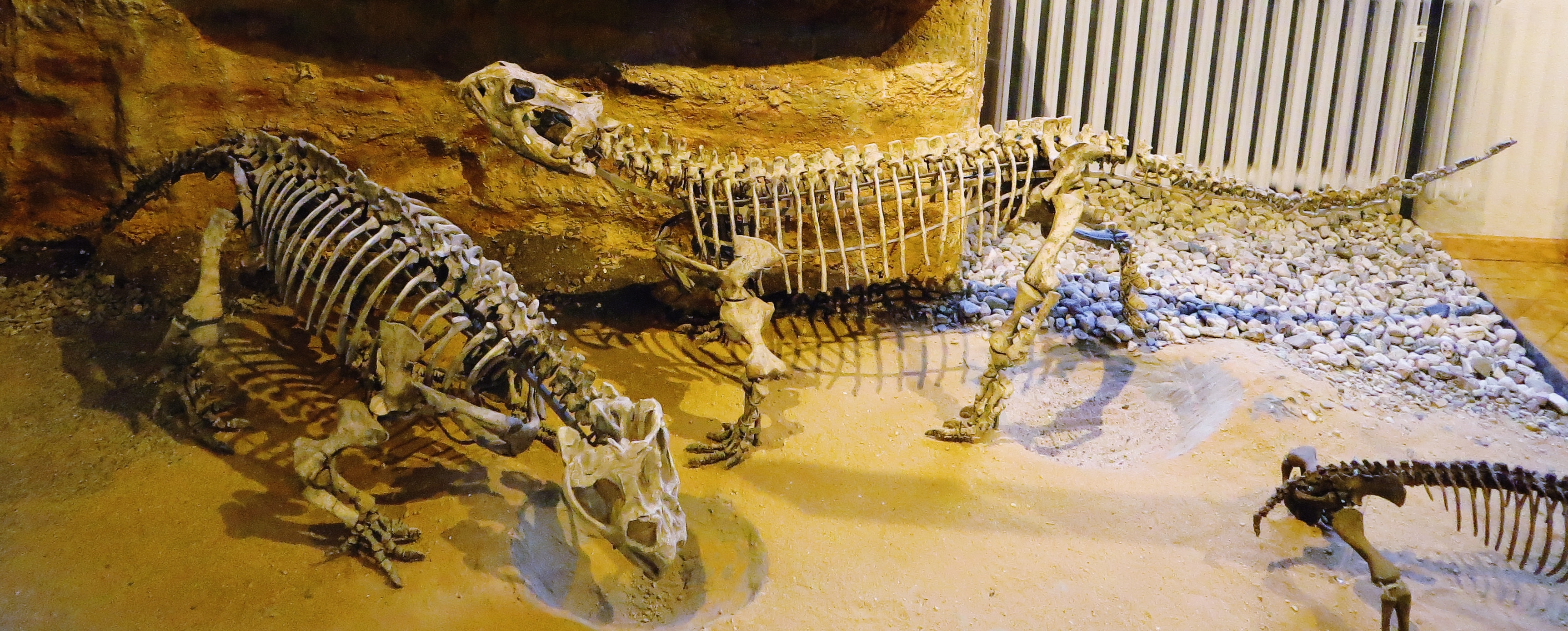
Squelettes de Stenaulorhynchus stockleyi.

La série des rhynchosauriens se compose notamment d'un squelette complet et bien conservé d'un spécimen de Stenaulorhynchus stockleyi. L'individu, daté de l'Anisien tardif, a été mis en évidence dans la formation de Manda (en), en Tanzanie.

#### Archosauriens
Rauisuchiens
Le corpus de l'ordre des Rauisuchia comprend un spécimen de Batrachotomus kupferzellensis. L'individu, retrouvé dans la formation de Lettenkeuper (de), à Erfurt. L'espèce, décrite par Quenstedt en 1885, est alors désignée sous le nom binominal Cladyodon crenatus.
Dinosaures

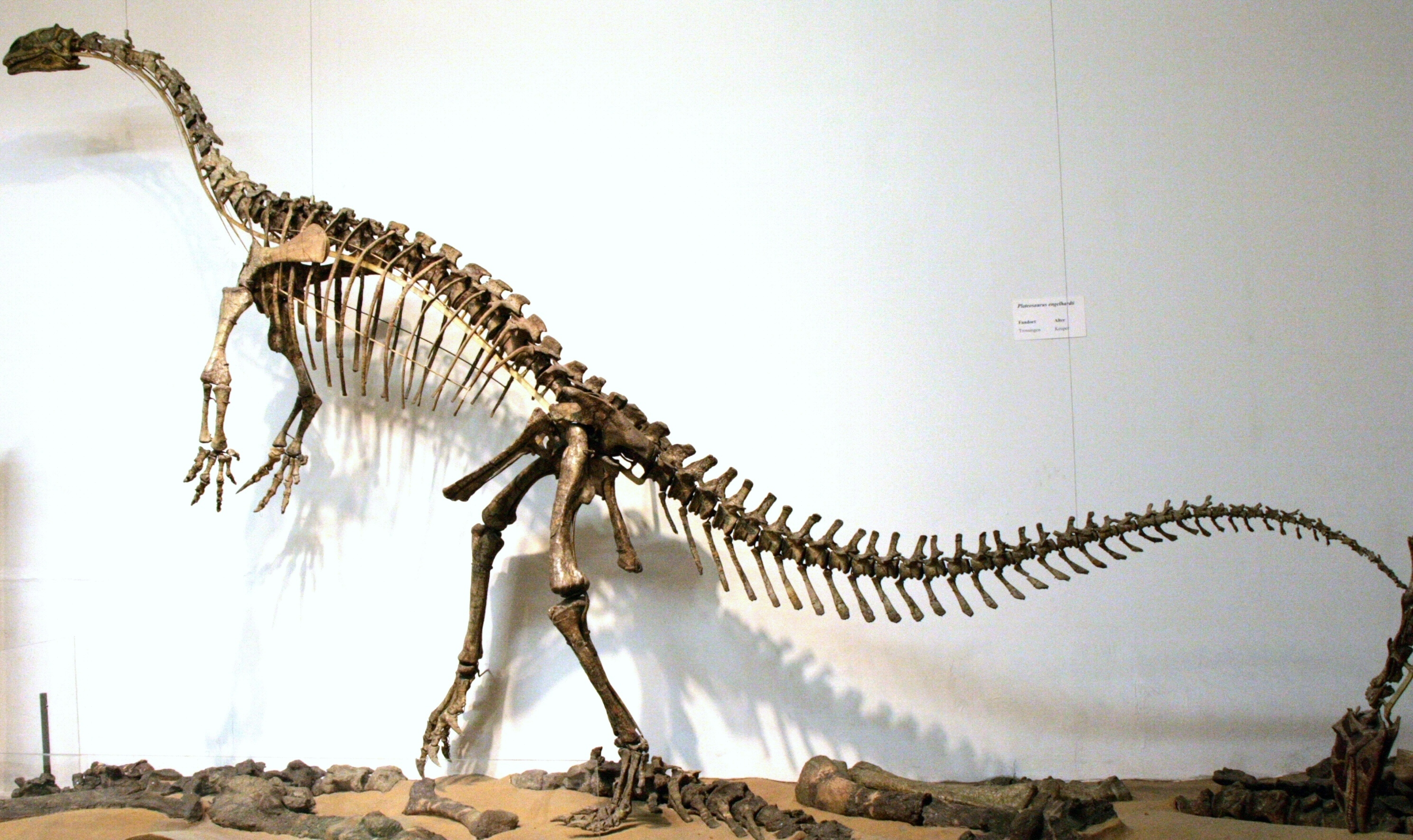
Plateosaurus engelhardti.

Le corpus de dinosauridae comprend un squelette de Plateosaurus engelhardti, restes d'un dinosaure retrouvé à Trossingen lors d'une campagne de fouilles conduite par Friedrich von Huene dans les années 1921-1923,,,.
La collection de dinosauridae inclut la boîte crânienne d'un Tyrannosaurus rex — fossile mesurant environ un mètre appartenant à un individu dont la longueur est estimé à environ 12 m — et qui a été retrouvé dans l'État du Montana,.
Les restes fossilisés d'un Kentrosaurus aethiopicus, mis en évidence dans la formation de Tendaguru, en Tanzanie, ainsi qu'une empreinte de pas d'un iguanodon font également partie de cette série,.
Ptérosaures

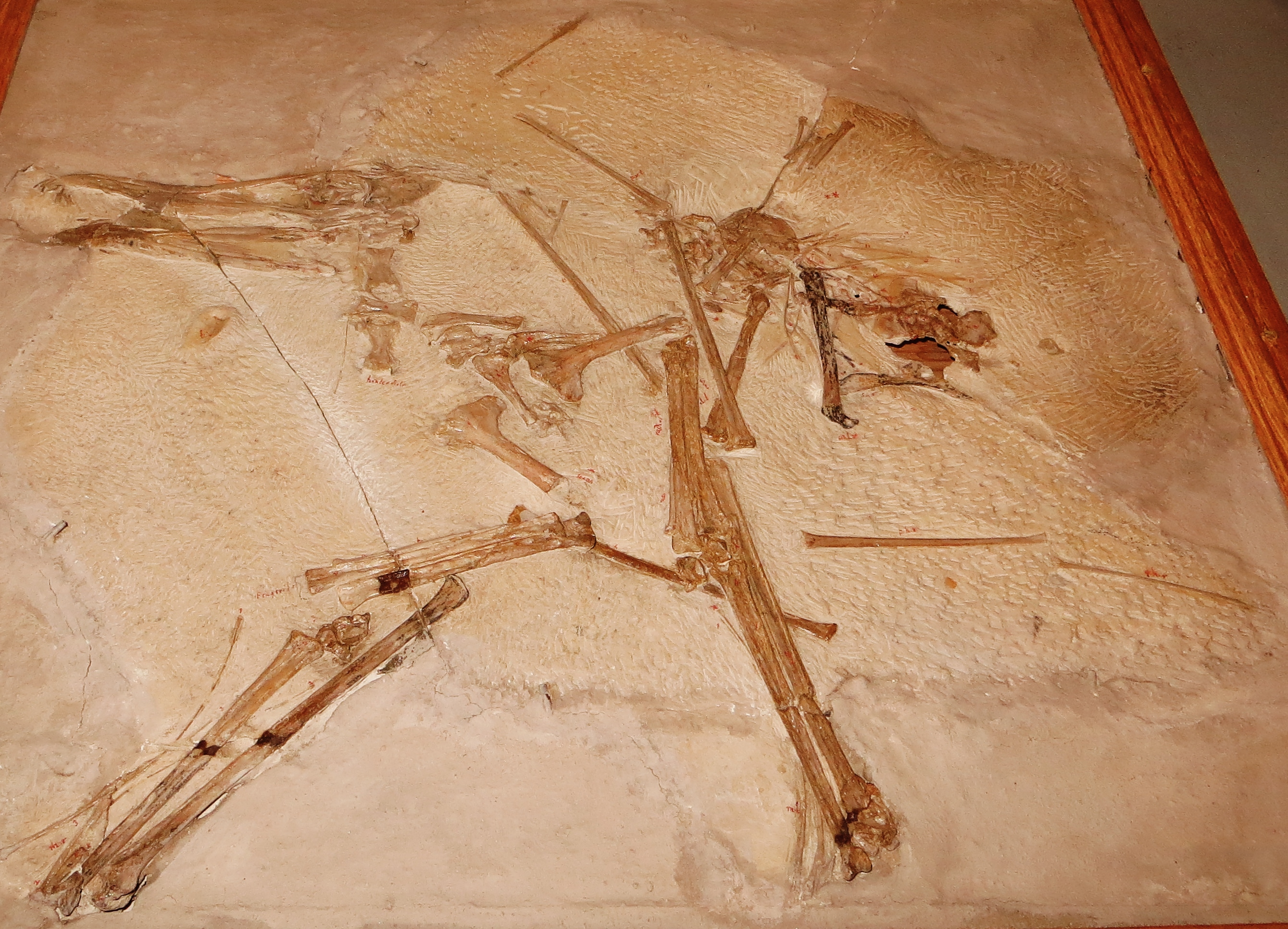
Cycnorhamphus suevicus.

Le corpus des fossiles appartenant à l'ordre des ptérosaures comprend le squelette d'un Pteranodon ingens, un spécimen mis en évidence dans la région naturelle de Smoky Hills (en), au sein des étages du Coniacien inférieur et du Campanien, dans la formation géologique dite de Niobrara, une formation datée de 87 à 82 M d'années.
La série compte un squelette d'un Cycnorhamphus suevicus, un individu retrouvé dans le niveau géologique du Tithonien à Solnhofen au XIXe siècle. Ce spécimen, dont l'espèce a été décrite par Quenstedt en 1855, a servi d'holotype.
Les restes fossilisés d'un Dorygnathus — dont un métacarpe et des phalanges mesurant 0,46 m de long —, découverts dans la formation de Holzmaden, font également partie de la série des ptérosaures,,.

#### Fossiles de thérapsides
Les fossiles de thérapsides incluent le squelette d'un Stahleckeria (en), un spécimen de dicynodontes mesurant approximativement 3 m de long et exhumé par Huene et Rudolf Stahlecker (en) en 1928-1929, au sein d'une formation lithostratigraphique de Santa Maria, dans le Rio Grande do Sul,,.
Le corpus des thérapsides comprend le squelette de Lystrosaurus hedini et celui d'un squelette d'un Dimétrodon.
Un spécimen de Belesodon magnificus (es) (espèce classée dans la famille des Chiniquodontidae) mesurant 26 cm de long et qui a servi d'holotype, ainsi qu'un spécimen de Scymnognathus parringtoni (genre des Aelurognathus, sous-ordre des gorgonopsiens) font également partie de la série des thérapsides,.
À ces pièces paléontologiques s'ajoutent des fossiles d'un Chiniquodon theotonicus (thérapside non-mammalien) ossements recueillis au Brésil,. Le spécimen du GPIT a été utilisé par von Huene comme holotype afin décrire l'espèce,.

Thérapsides
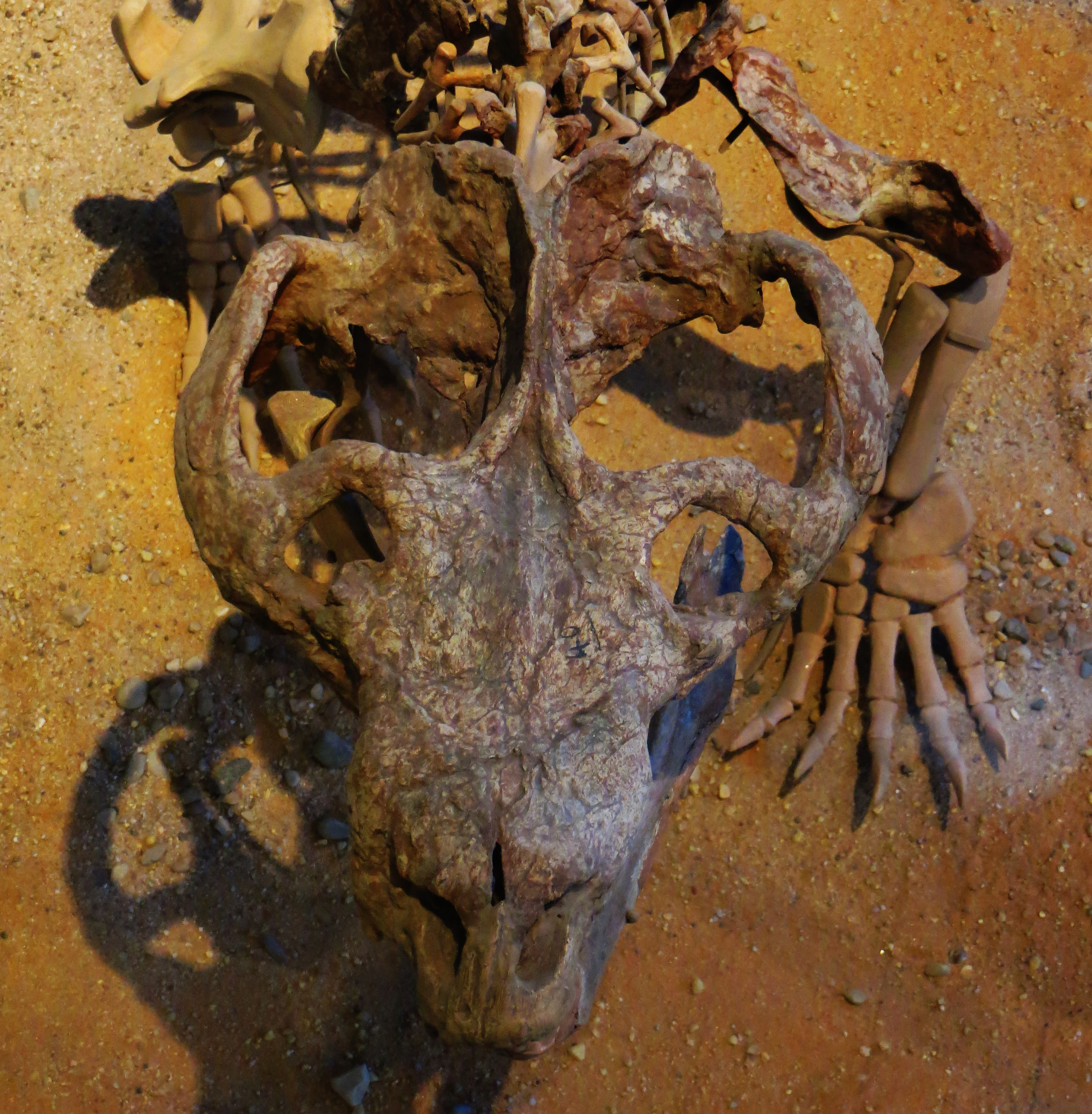
Crâne d'un Chiniquodon theotonicus.
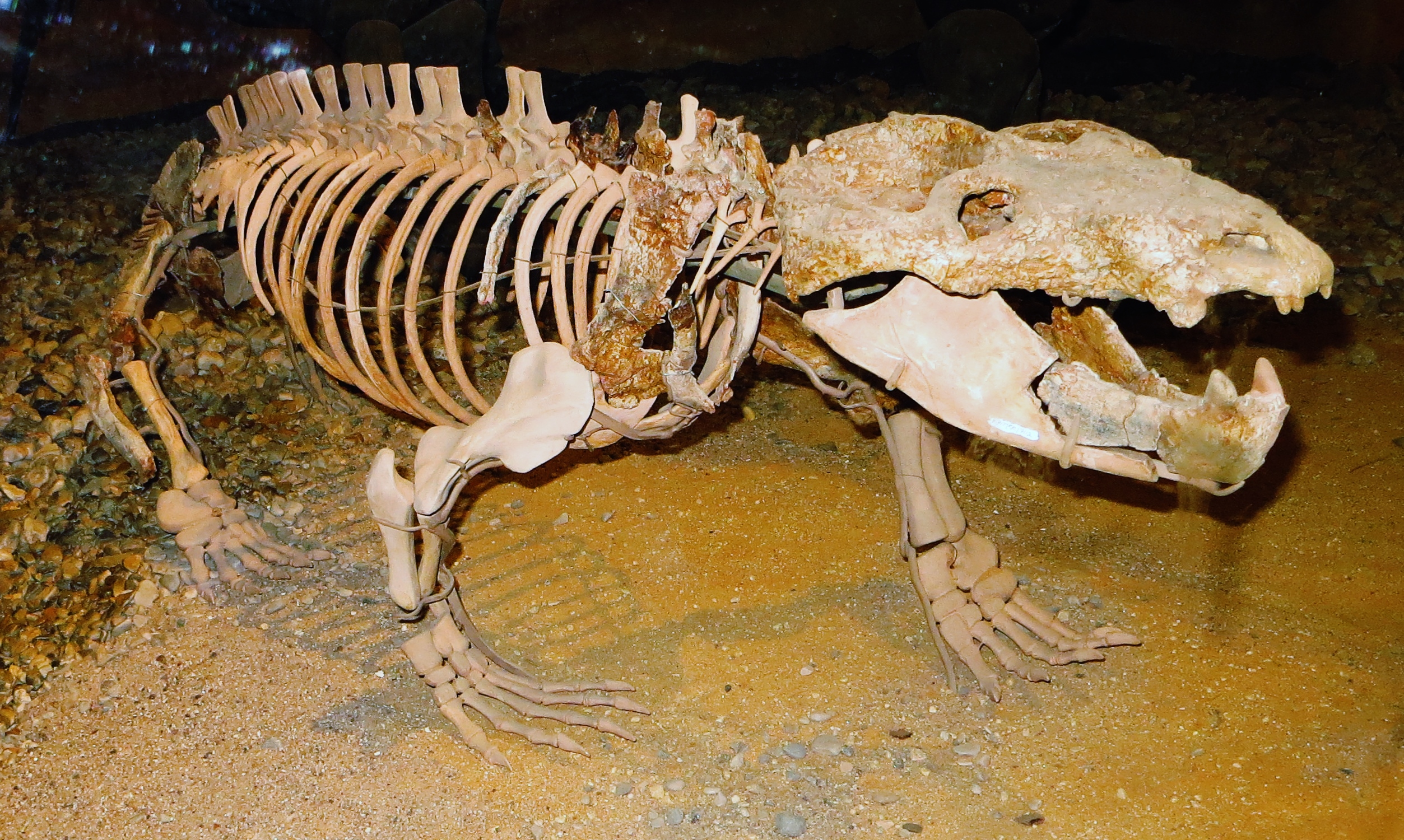
Squelette d'un Chiniquodon theotonicus.
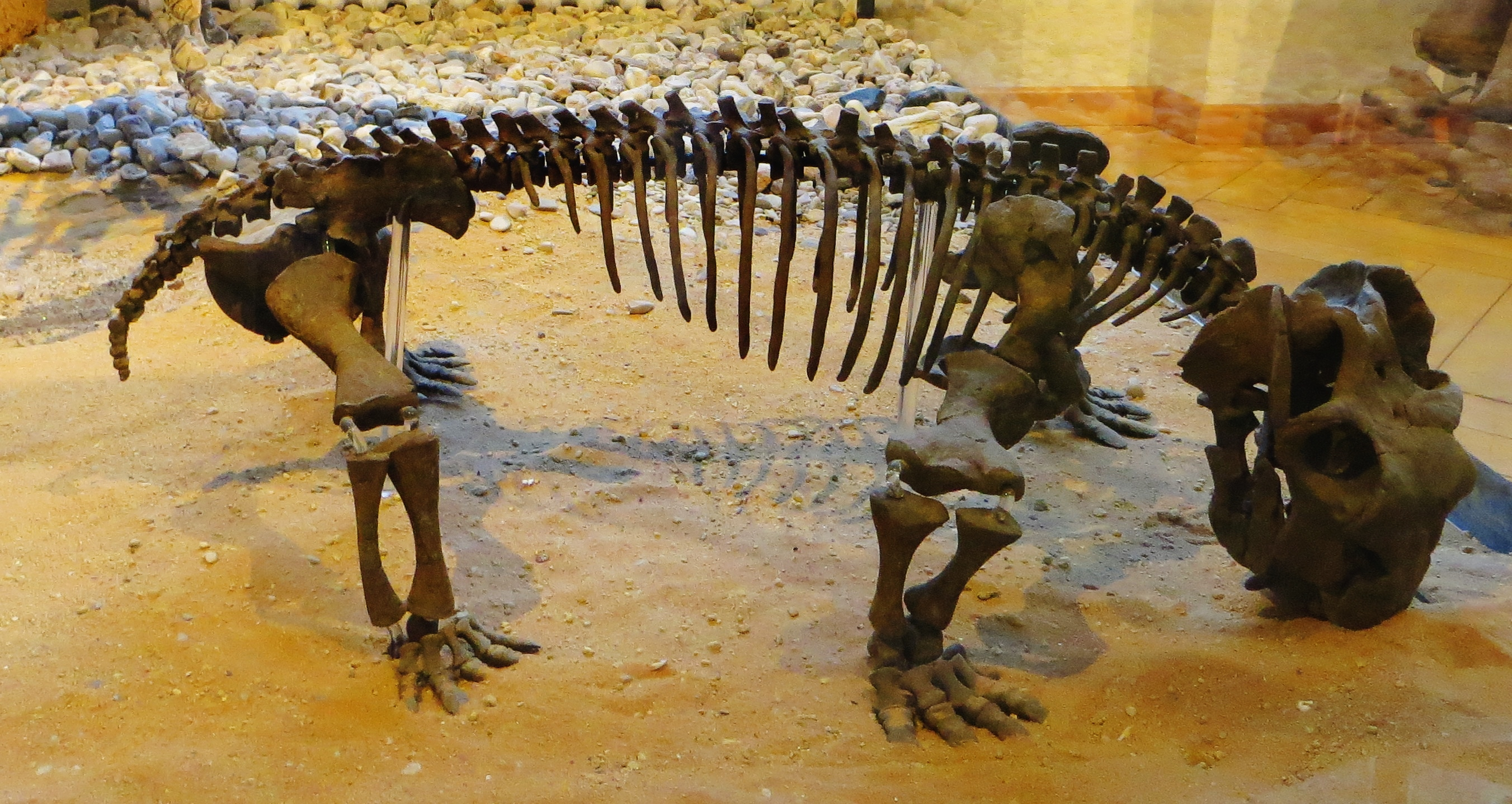
Squelette d'un Lystrosaurus hedini.
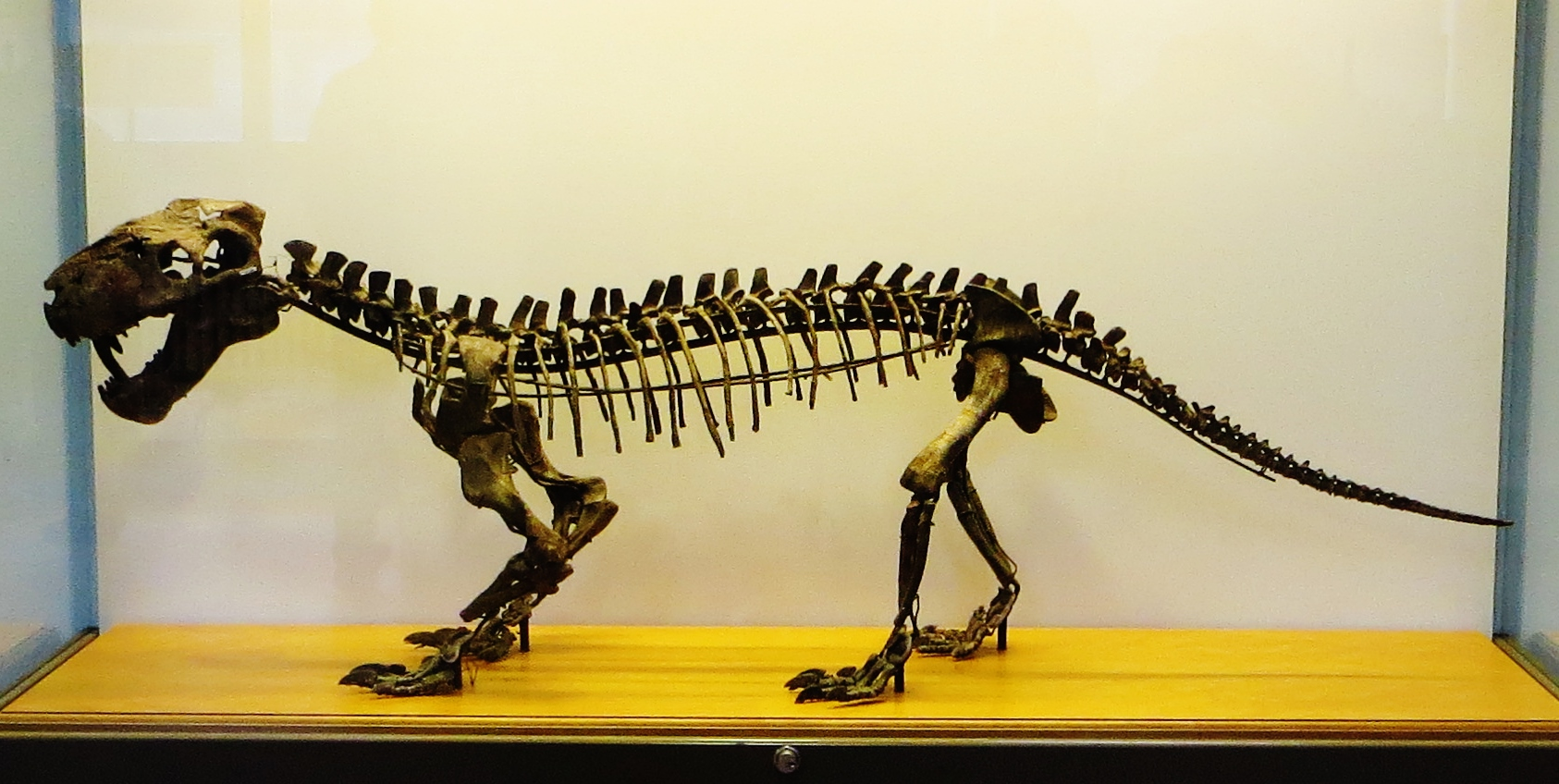
Squelette d'un Scymnognathus parringtoni.
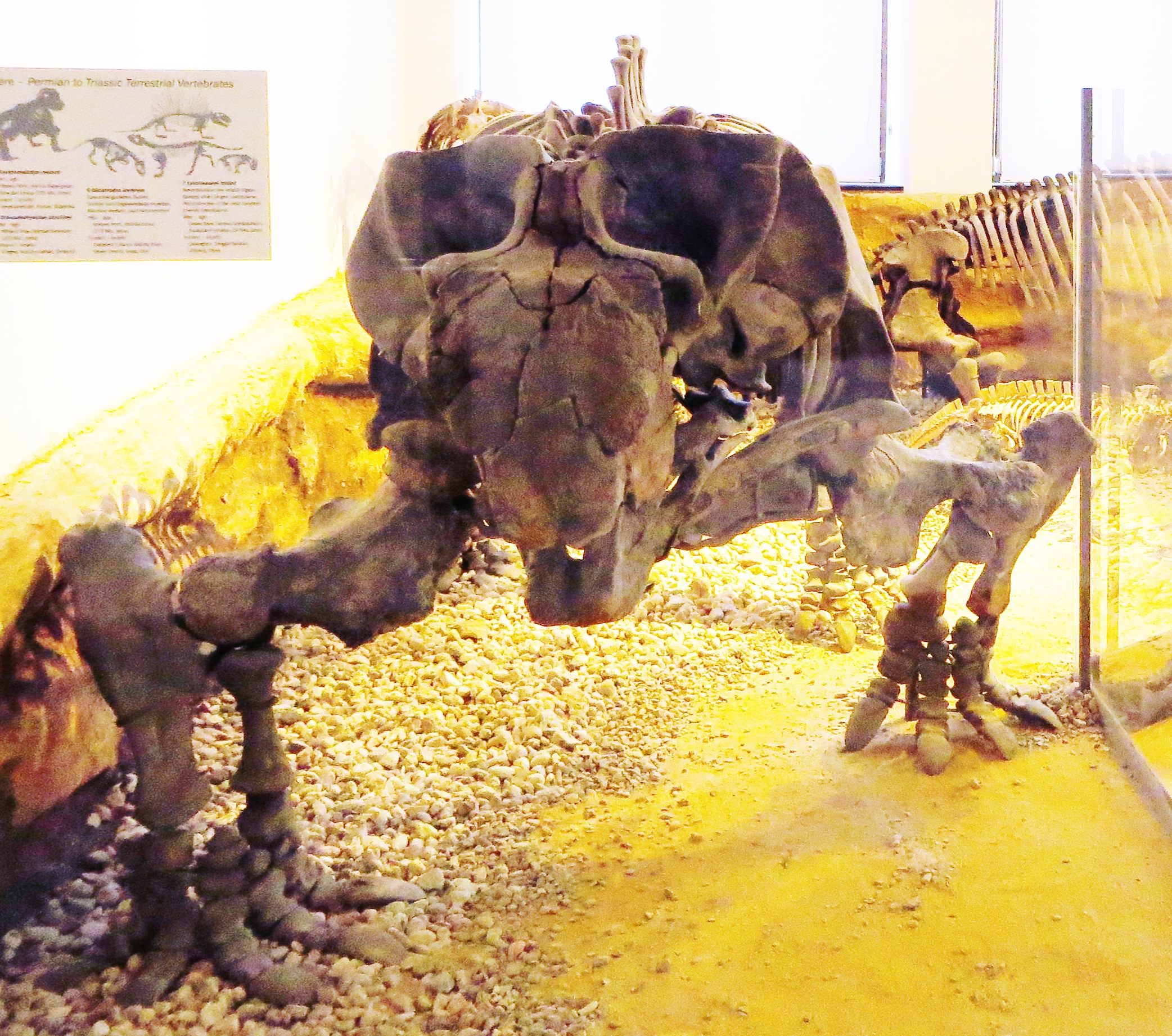
Squelette d'un Stahleckeria potens.
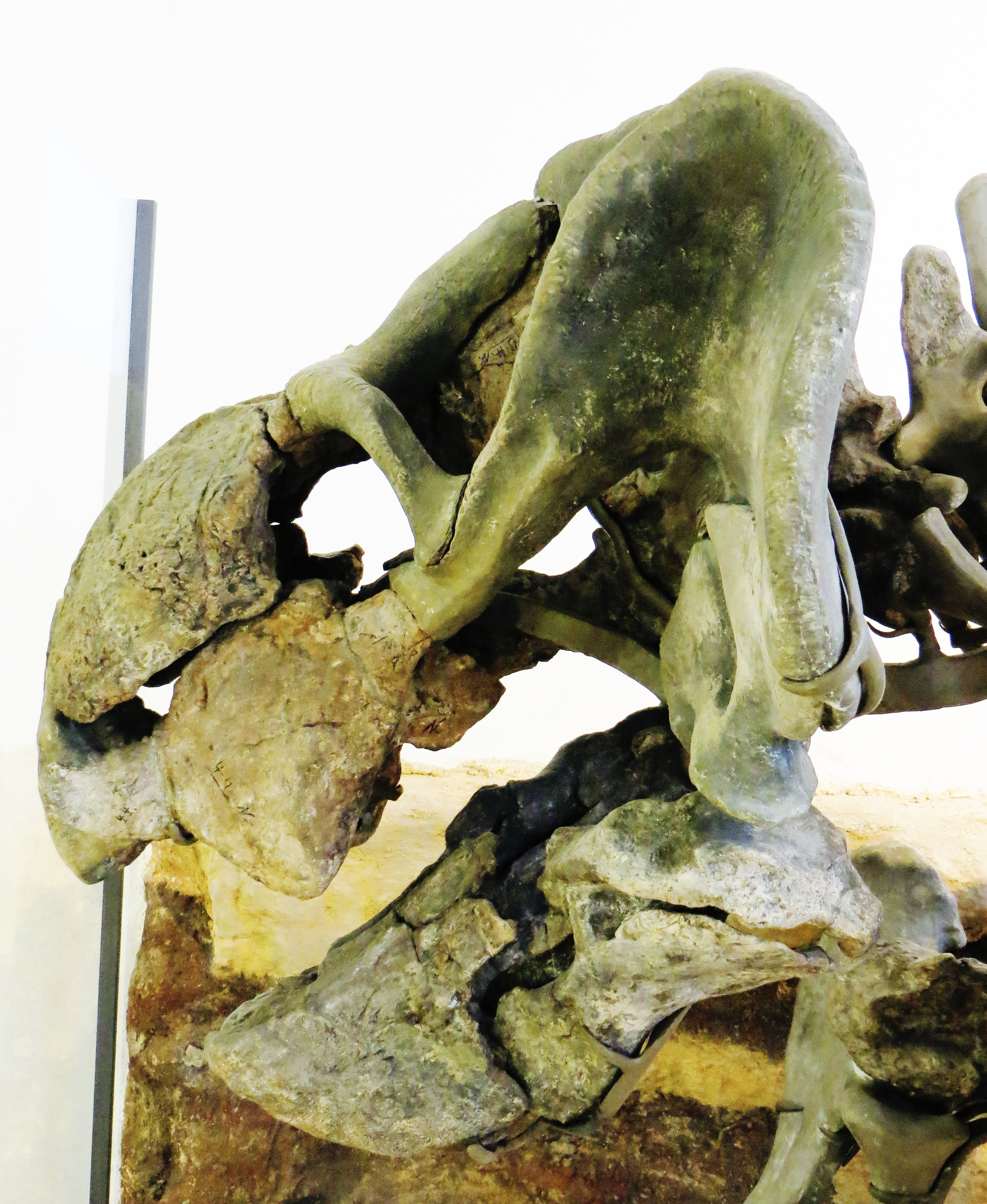
Crâne d'un Stahleckeria potens.

#### Fossiles de mammifères

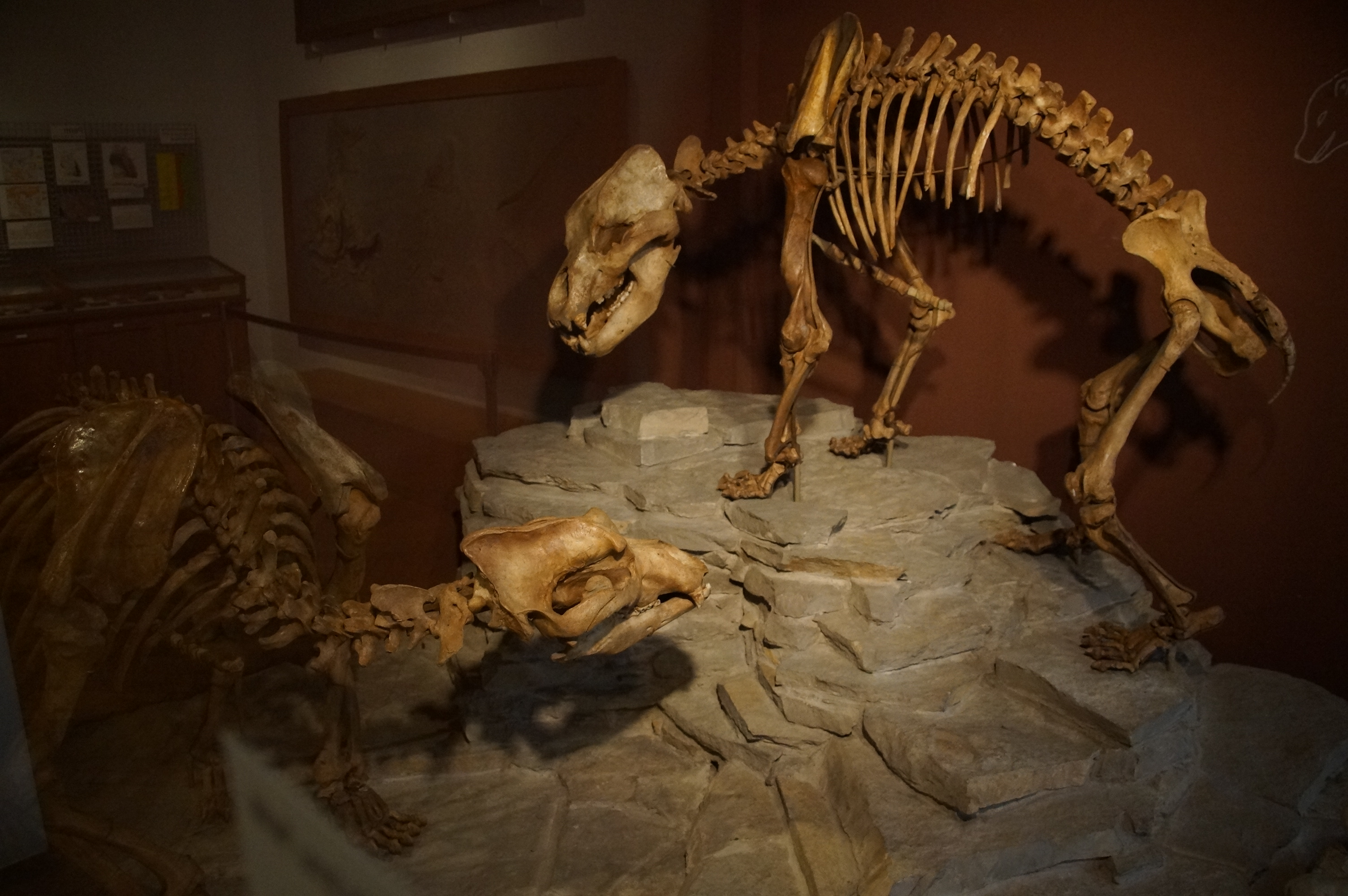
Deux squelettes d'ours des cavernes.

Le corpus de fossiles de mammifères se compose d'os crâniens provenant d'un spécimen de Mammouth laineux. Deux squelettes d'ours des cavernes, individus mis en évidence en 1950 au sein de la Barenhöhle (de), une grotte situé près d'Erpfnigen (commune de Sonnenbühl), dans des couches sédimentaires datées du Pléistocène, sont également présents dans le corpus des fossiles de mammifères,.

### Autres spécimens

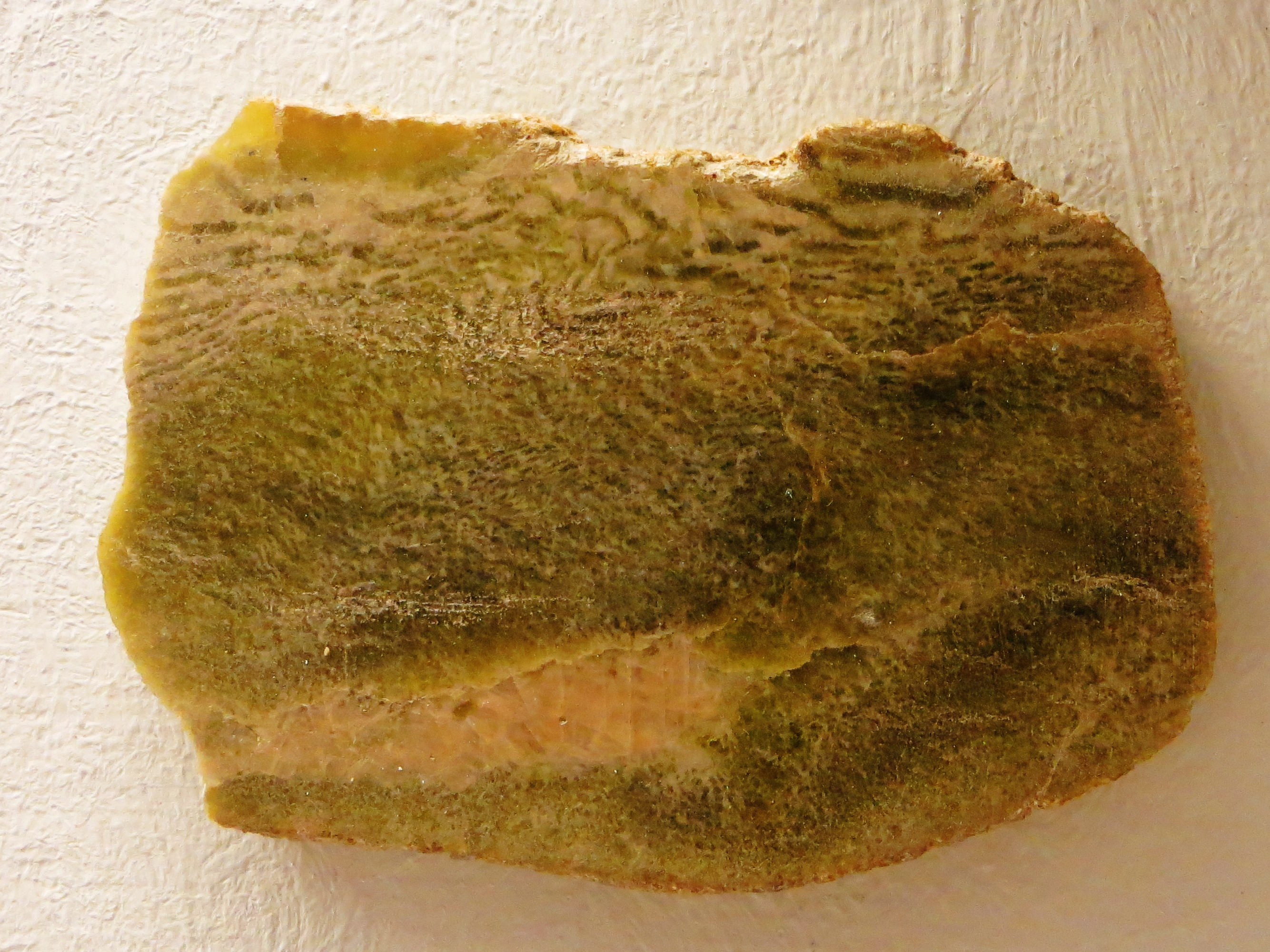
Eozoon canadense.

La collection scientifique comprend un exemplaire d'Eozoon canadense conservé au sein d'une roche métamorphique (mesurant 50 mm de long sur 40 de large), un pseudo-fossile d'abord considéré comme un foraminifère lors de sa découverte, à la fin des années 1850, puis identifié comme étant une structure minéralogique formée de serpentine alternée à du calcaire,,,,.
Un spécimen de coprolithe de vertébré est à l'institut de géologie et de paléontologie de Tübingen. L'excrément fossilisé, à haute teneur en phosphore, a été retrouvé dans des sédiments de la formation lithostratigraphique de Nusplingen.
La collection scientifique est aussi constituée de traces fossiles, notamment un exemplaire de Chirotherium (en), un type d'empreinte de pas d'un reptilien, datée du Trias inférieur et formée de cinq doigts.
Enfin, plusieurs individus fossiles d'Arthrophycus alleghaniensis et d'Arthrophycus lateralis sont également inclus dans la collection. Ces spécimens représentent des espèces eucaryotes classées dans la famille des Sargassaceae et datées de l'Ordovicien et du Silurien. Les spécimens d'Arthrophycus lateralis conservés par le GPIT ont été utilisés comme holotype afin de décrire l'espèce auxquels ils appartiennent,.

## Pour approfondir